# Sakana

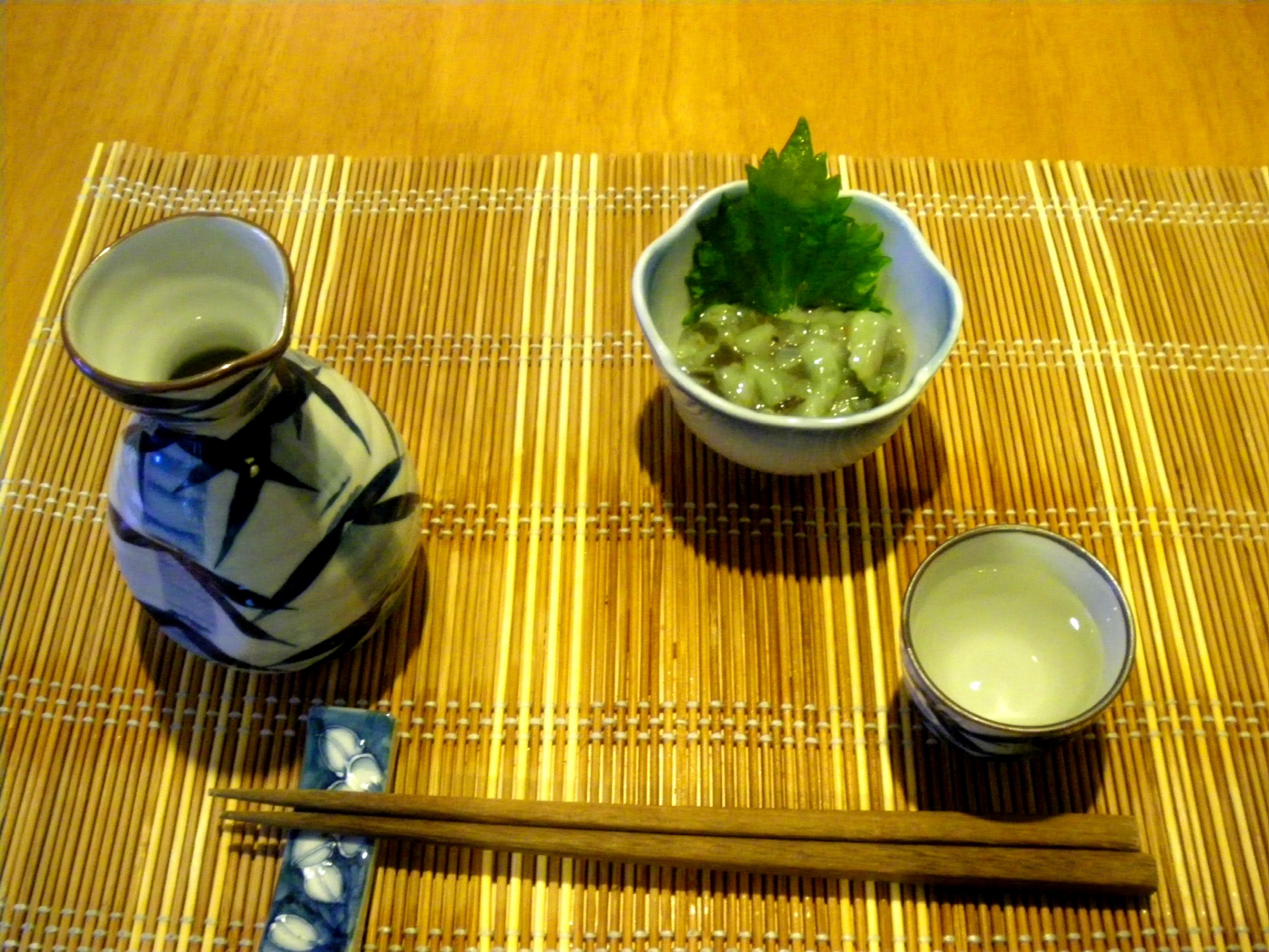
Saquê e sakana

No Japão, é costume servir bebidas alcoólicas com petiscos chamados sakana (肴) , shukō (酒肴)  ou otsumami (お摘み)  . Estes são geralmente bastante salgados e servidos em porções relativamente pequenas. Os Sakana costumam ser mais substanciais que as tapas, embora não sejam considerados uma refeição, pois não são acompanhados de arroz . Tradicionalmente, os japoneses consideravam o saquê, bebida feita de arroz, como substituto do arroz branco servido em uma refeição japonesa padrão e, como resultado, alguns japoneses não comem arroz e bebem álcool simultaneamente.
Sakana são servidos em estabelecimentos de bebidas conhecidos como izakaya . Quando se senta pela primeira vez em um izakaya, um otoshi (お通し) ou aperitivo é colocado na mesa antes que qualquer bebida seja pedida. Este otoshi é coberto pela taxa de otoshi ou taxa de assento na conta. Otoshi comuns incluem salada de repolho (muitas vezes recarregada gratuitamente), salada de batata ao estilo japonês, tsukemono e shiokara . Sakana são pedidos durante todo o tempo em que alguém está bebendo e chegam à mesa alguns de cada vez. É comum pedir um tipo diferente de sakana como shime, último prato. Shime geralmente são pratos mais macios como macarrão ou pratos mais doces como tamagoyaki .
É comum que o sakana também seja servido em casa ou em particular quando o álcool é consumido. Há uma variedade de livros de receitas que dão exemplos de sakana fáceis de preparar em casa. A Combini e outras lojas que vendem bebidas alcoólicas costumam ter uma seleção de lanches secos pré-embalados, itens enlatados e picles projetados para serem consumidos como sakana.
Sakana foi originalmente criado para ser combinar com shochu ou saquê . Desde o século 19, a participação de mercado da cerveja japonesa se expandiu no Japão. Em 1959, a cerveja ultrapassou o saquê como a bebida alcoólica mais popular do país em volume de remessas tributáveis, e, ao mesmo tempo, vários alimentos para acompanhar a cerveja se tornaram populares. Há também sakana projetados para serem combinados com vinho.
Os Sakana abraçaram não apenas o washoku, a culinária japonesa, mas também o yōshoku, pratos de influência ocidental. Não é incomum encontrar massas, pizzas, queijos, gyozas, kimchis e namuls de estilo naporitano ou italiano no izakaya moderno. Alguns dos sakana mais comuns são na verdade yōshoku, incluindo salada de batata, korokke e outros alimentos fritos.

## Etimologia

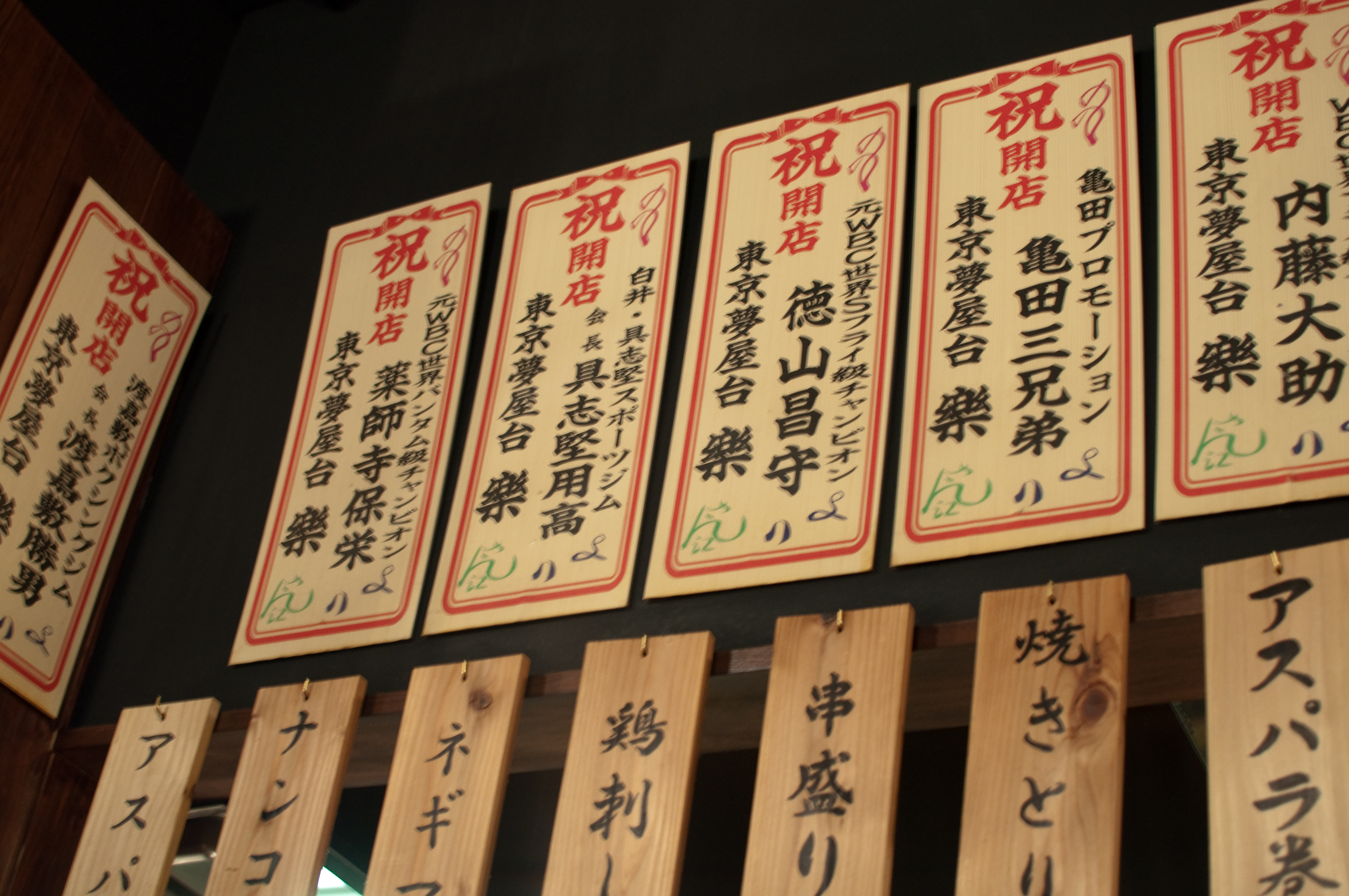
Exemplo de menu izakaya tradicional com sakana listado em placas na parede

O termo sakana tradicionalmente se refere à comida servida com saquê, e se origina das palavras saka (sake) e na (acompanhamento). Dada a popularidade do peixe seco e as ovas de peixe salgadas como acompanhamento, ao longo dos anos o termo sakana também passou a significar "peixe".
Outra palavra para "lanche" em japonês é otsumami (お摘み)  . O substantivo japonês tsumami significa "algo para beliscar/comer com uma bebida", que é embelezado pela adição de um prefixo honorífico o e se tornando otsumami .; este termo geralmente se aplica a pratos menores. Otsumami são geralmente pratos mais simples adequados para otoshi (お通し) ou para preparar e comer em casa. Como os otoshi são colocados na mesa enquanto os clientes se sentam, geralmente são pratos que podem ser preparados com antecedência em grandes porções e servidos frios ou em temperatura ambiente. Isso os torna atraentes para donas de casa que desejam preparar uma variedade de sakana com antecedência.
Ate (あて) ou ategau (あてがう), significando acompanhamento também é usado às vezes para se referir a alimentos que combinam bem com álcool.

## Tipos de sakana
Ao beber em casa, o sakana pode ser mais modesto. Um solteiro ou alguém que mora sozinho pode abrir uma lata de cavala ( sanma ou saury ) em miso ou molho de soja ou simplesmente usar uma forma pré-embalada de sakana como picles ou salada de batata japonesa comprada em um supermercado ou loja de conveniência. Certos sakana como kaki no tane estão associados a solteiros ou homens mais velhos.
Logo abaixo estão listados alguns sakana comuns.
- Yakitori - espetos grelhados de frango e partes de frango
- Kushiage - espetos fritos de carne ou legumes
- Sashimi - fatias de peixe cru
- Tsukemono - picles
- Kimchi - repolho coreano picante
- Sakana especialmente popular com cerveja:
  - Edamame - vagem verde cozida e salgada
  - Nankotsu (cartilagem de frango) karaage
  - Salsichas
- Sakana especialmente popular com saquê:
  - Shiokara - entranhas de lula fermentadas e salgadas, etc.
  - ovas
    - Uni - Ovas de ouriço-do-mar
    - Ikura - caviar vermelho (ikra)
    - Mentaiko - ovas de escamudo picante
    - Tarako - ovas de escamudo
    - Sujiko - ovas de salmão salgadas
- Pequenos lanches:
  - Atarime / Ika Ichiya-boshi - Lula seca
  - Ei-hire - patins secos
  - Algas marinhas
  - Queijo
  - Amendoins ou outros tipos de nozes (amêndoas, nozes mistas, etc. )
  - Batatas fritas ou palitos de batata frita
  - Arare - biscoitos feitos principalmente de farinha de arroz com outros ingredientes
  - Tatami iwashi - pequenas sardinhas secas prensadas em uma forma quadrada semelhante a um biscoito

## Exemplos

Peixe e frutos do mar
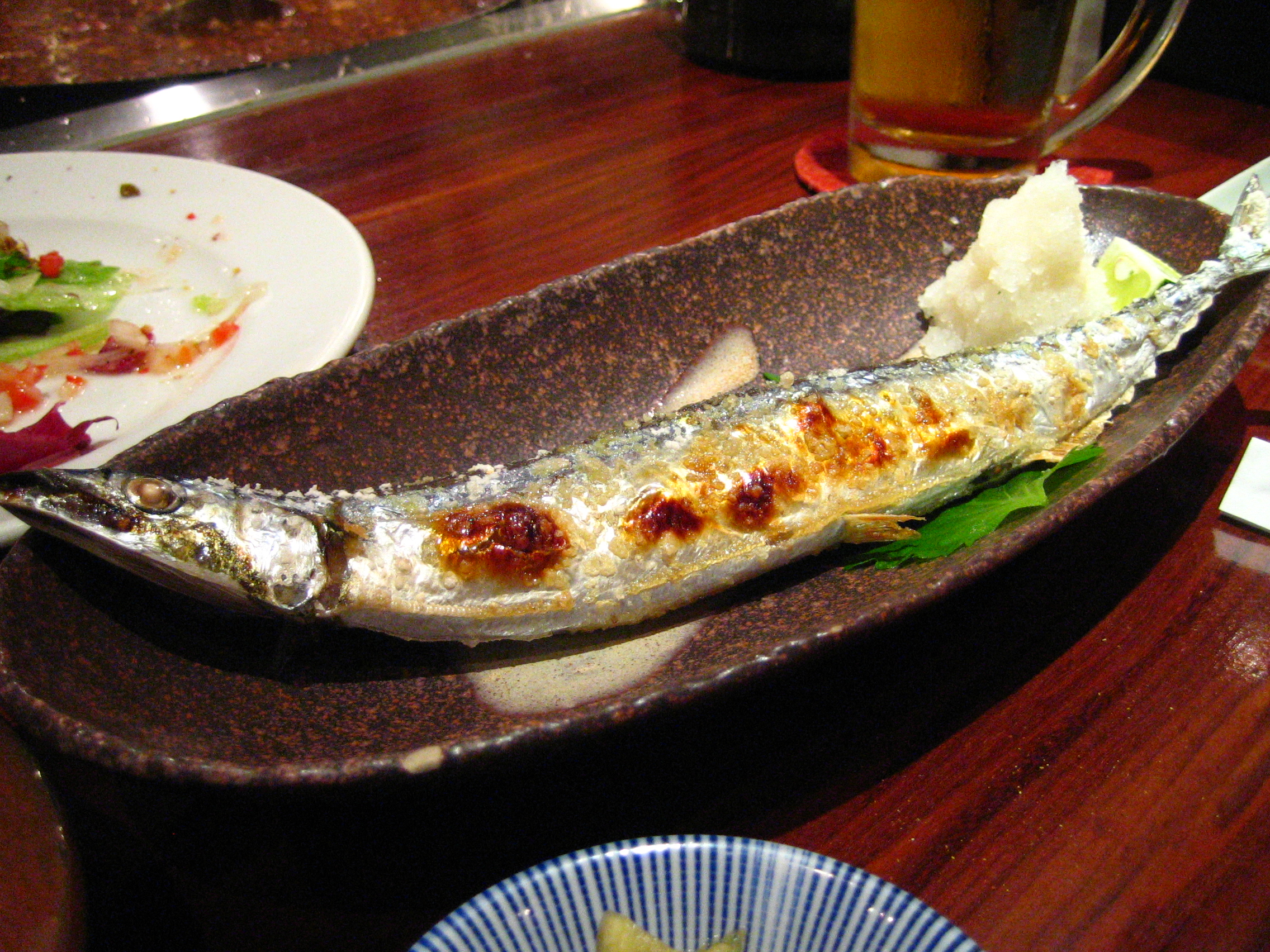
Sanma grelhado com sal
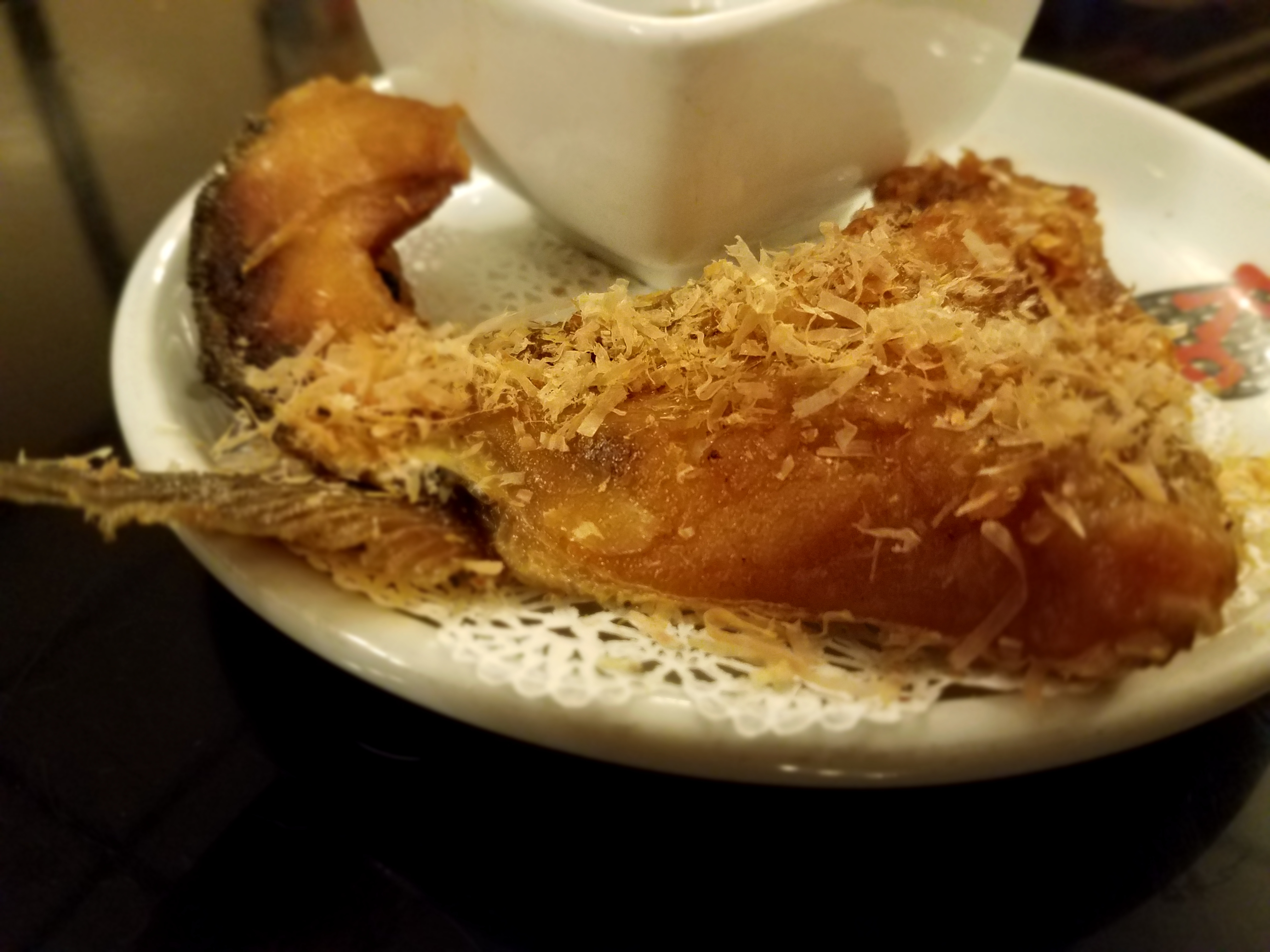
Hamachi kama, filé de atum
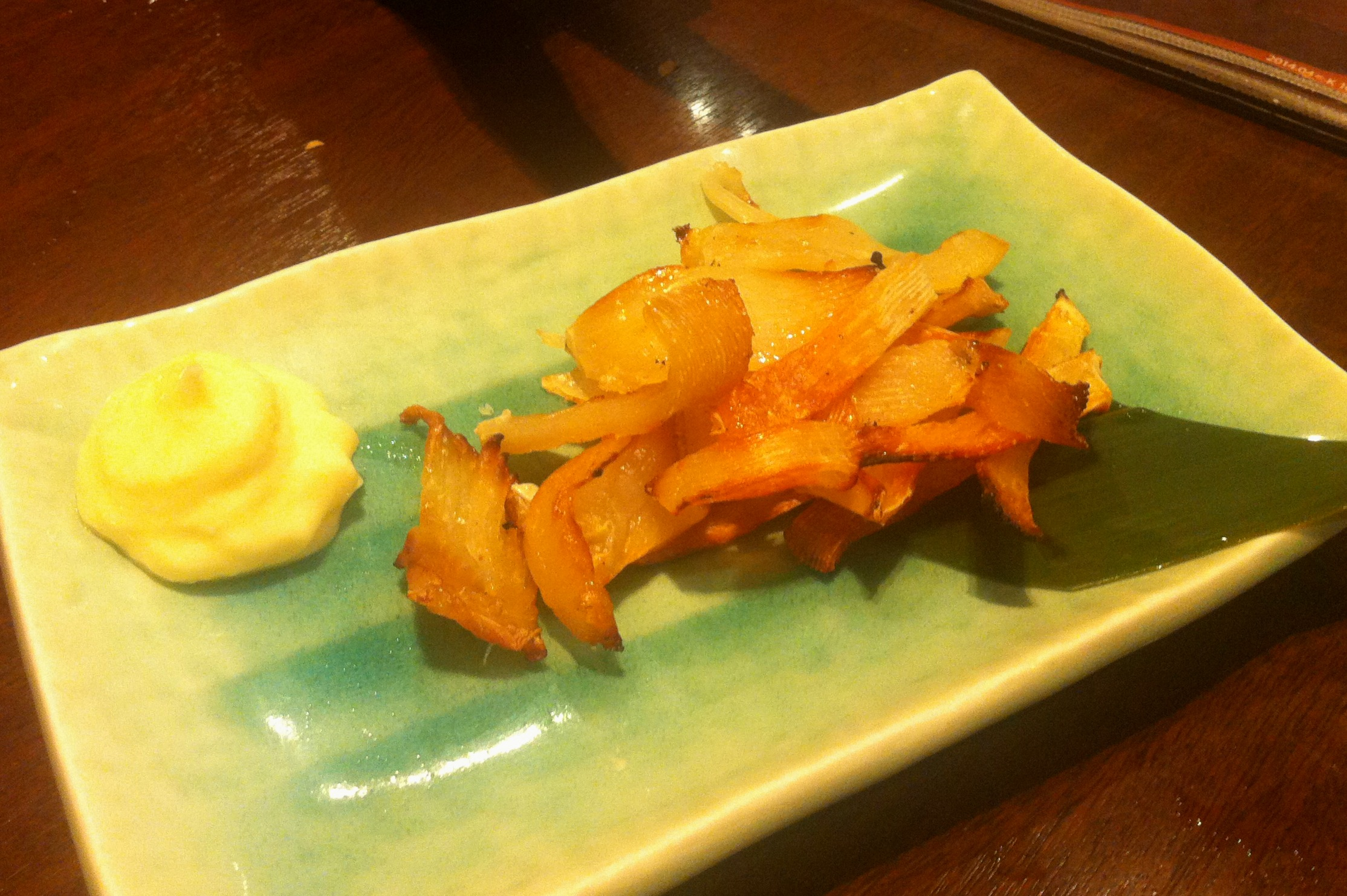
Eihire, barbatana de arraia grelhada
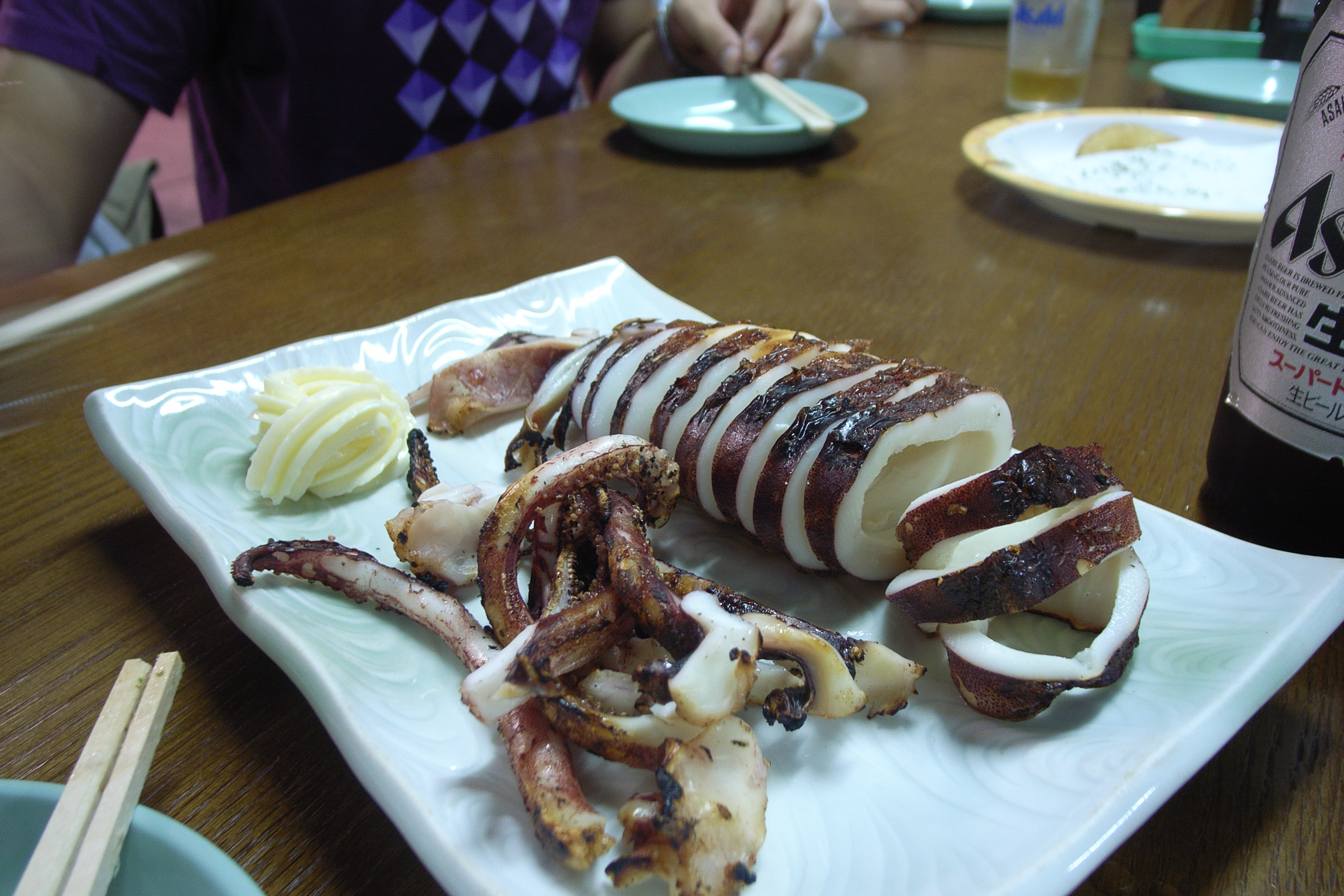
Ikayaki, lula grelhada
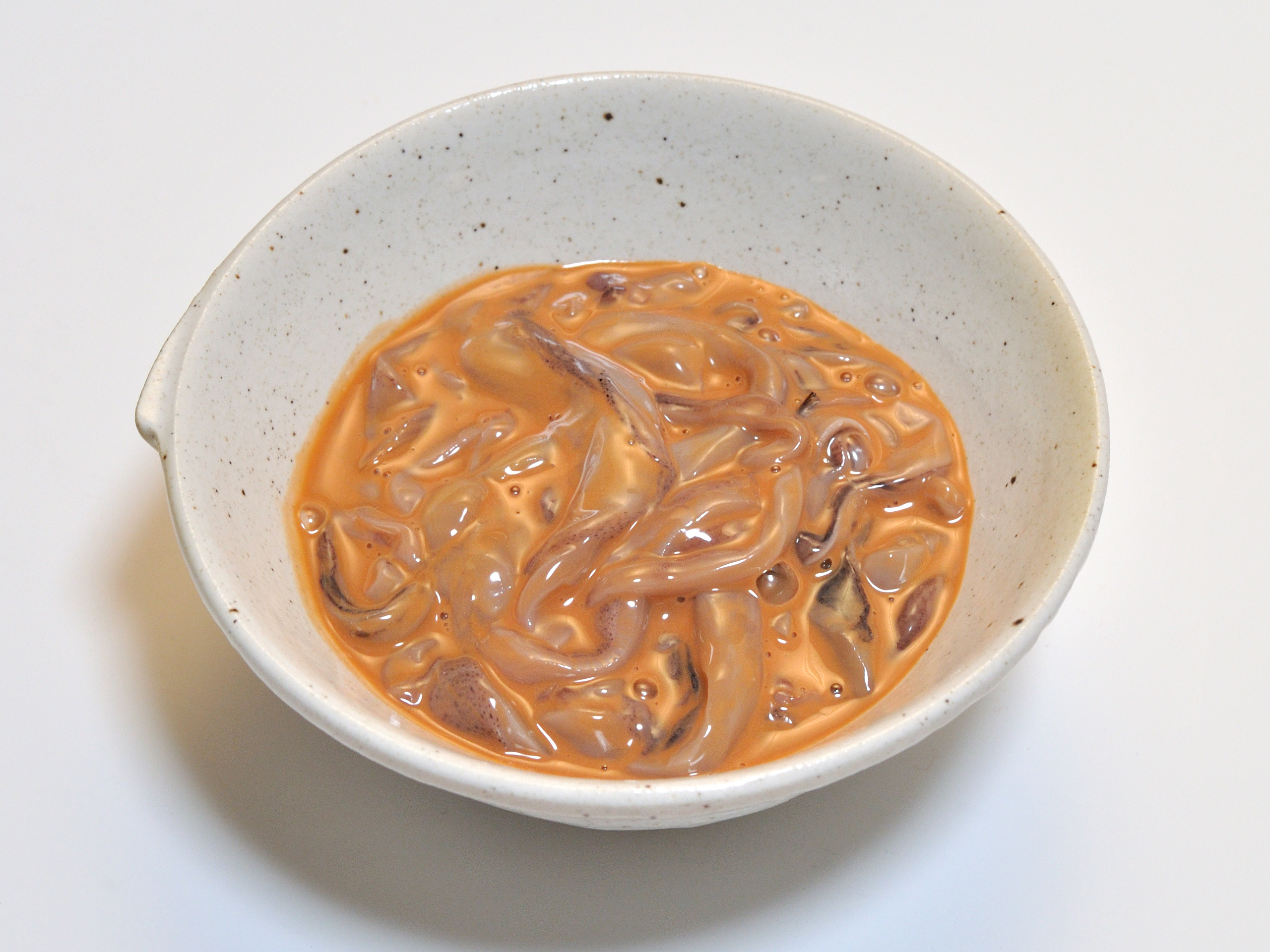
Shiokara, vísceras de lula fermentadas
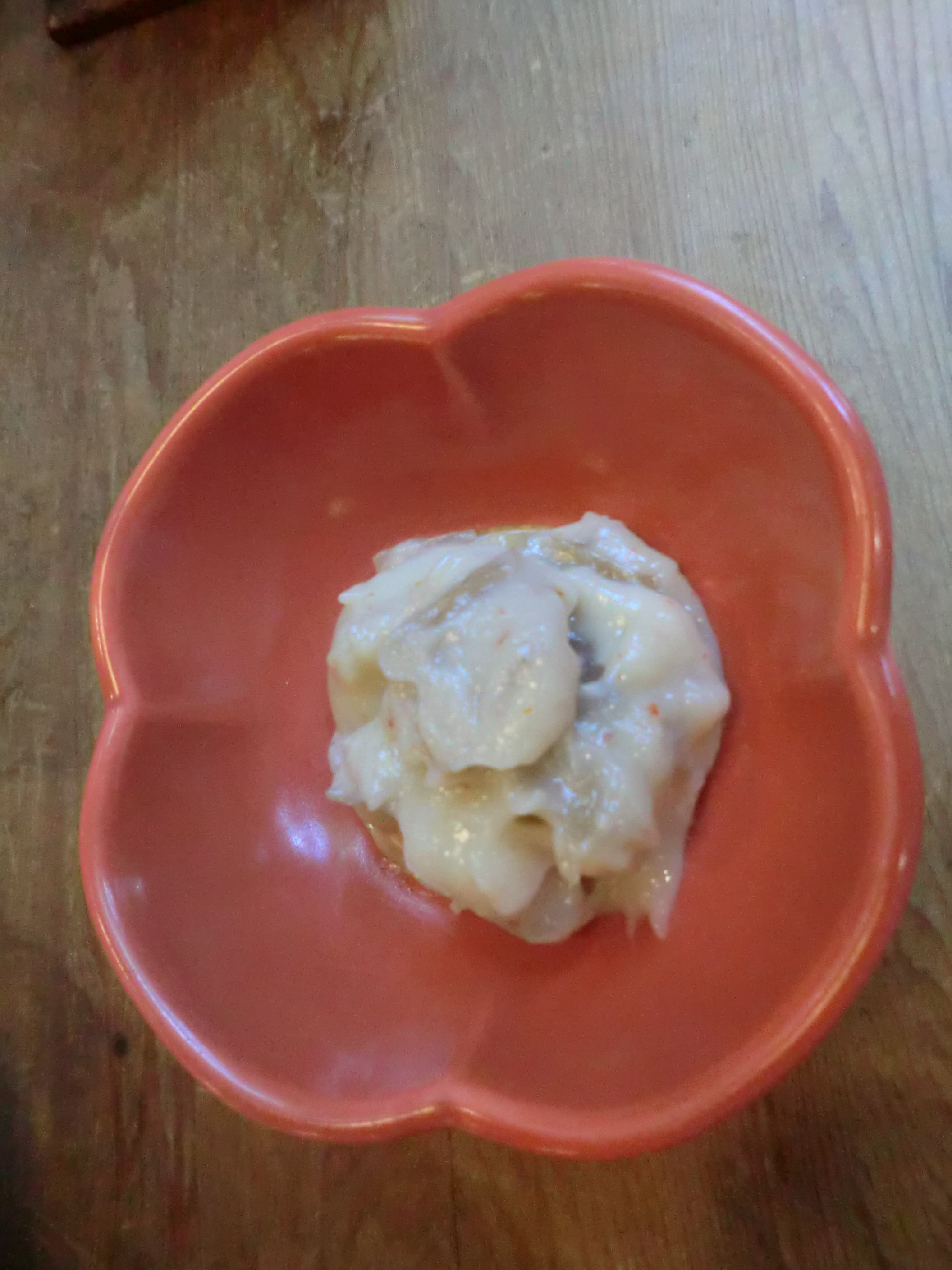
Umitake kasuzuke, molusco em conserva em borra de saquê
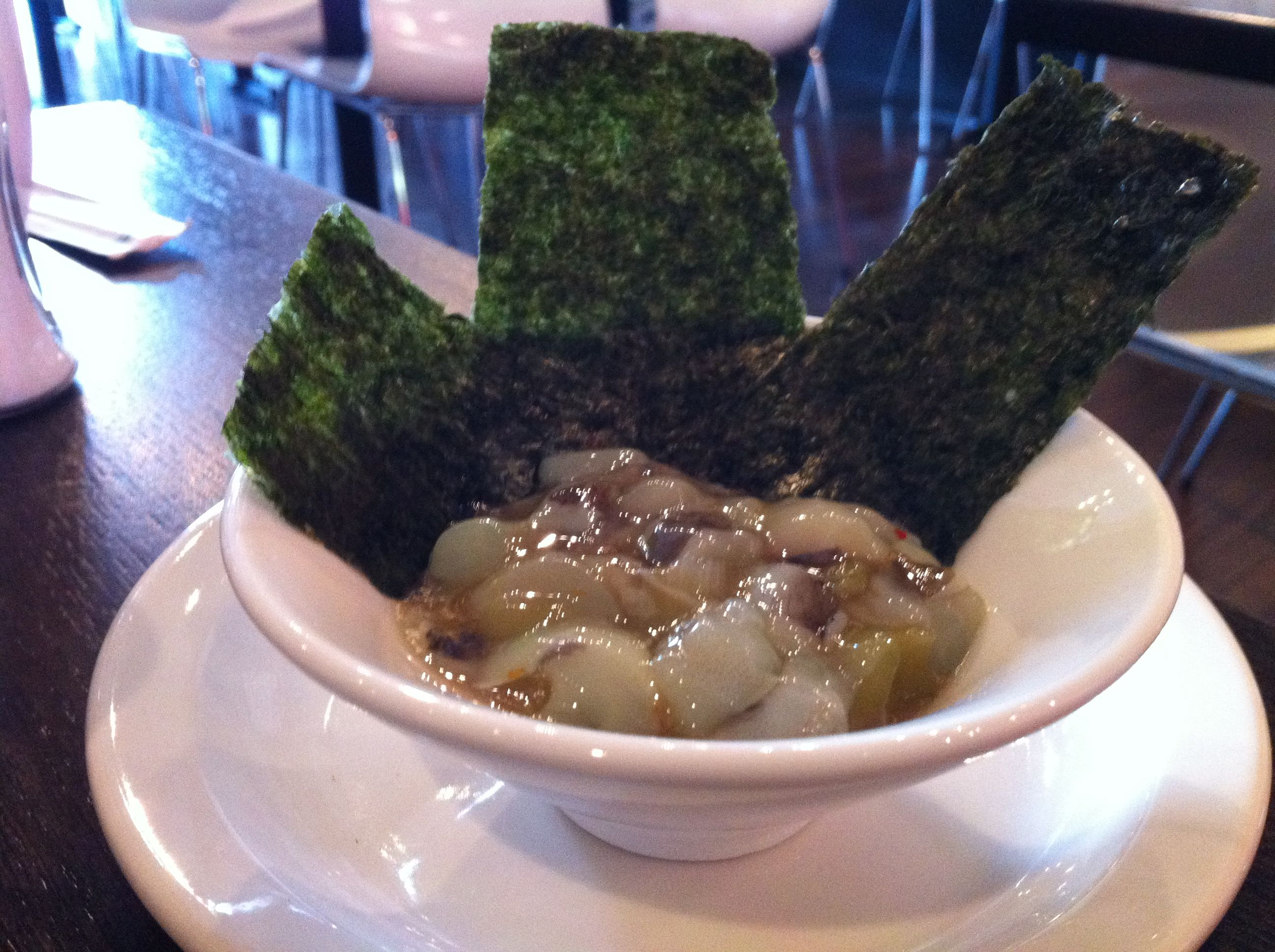
Takowasa, polvo picado em conserva com wasabi
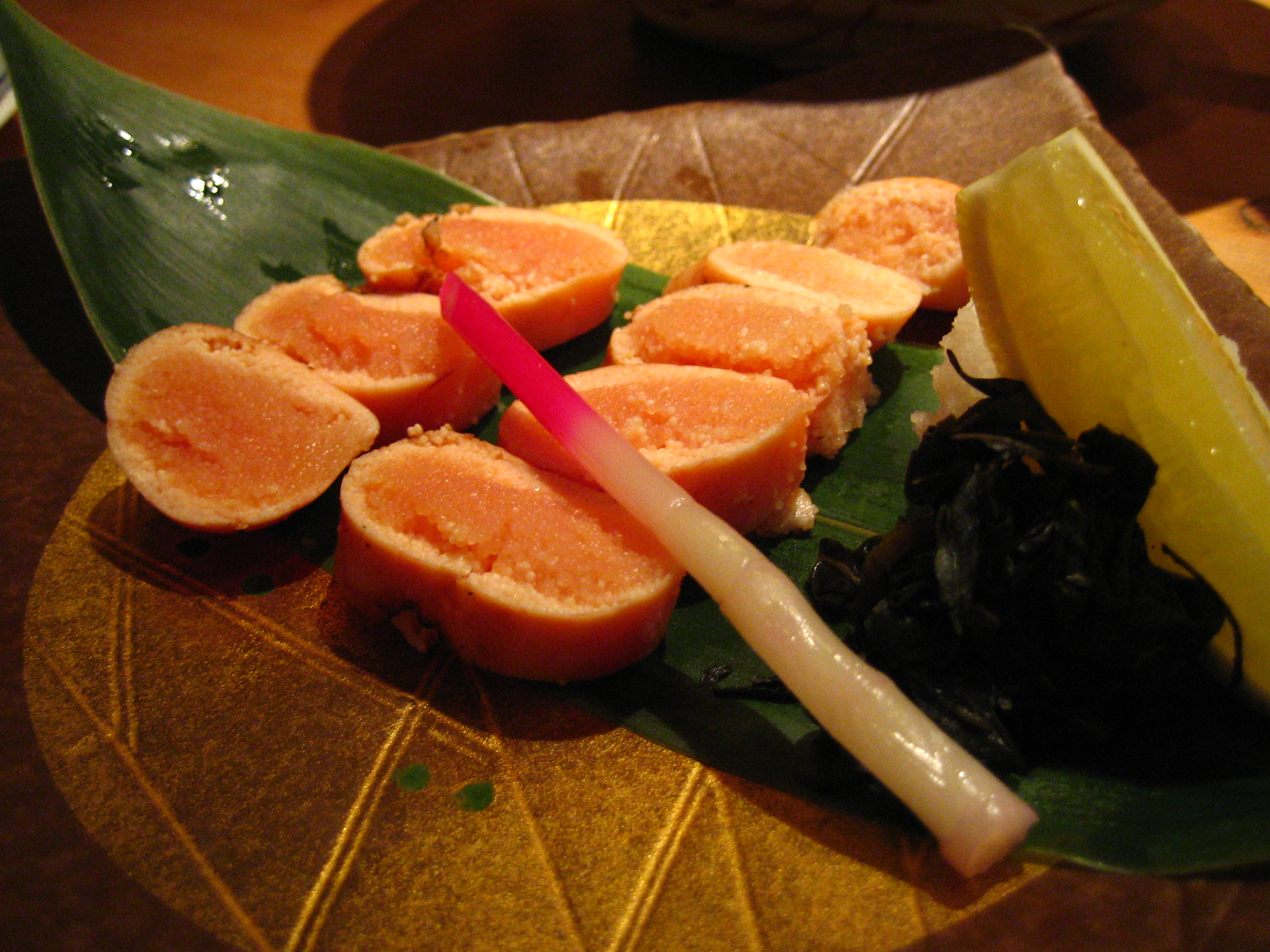
mentaiko grelhado
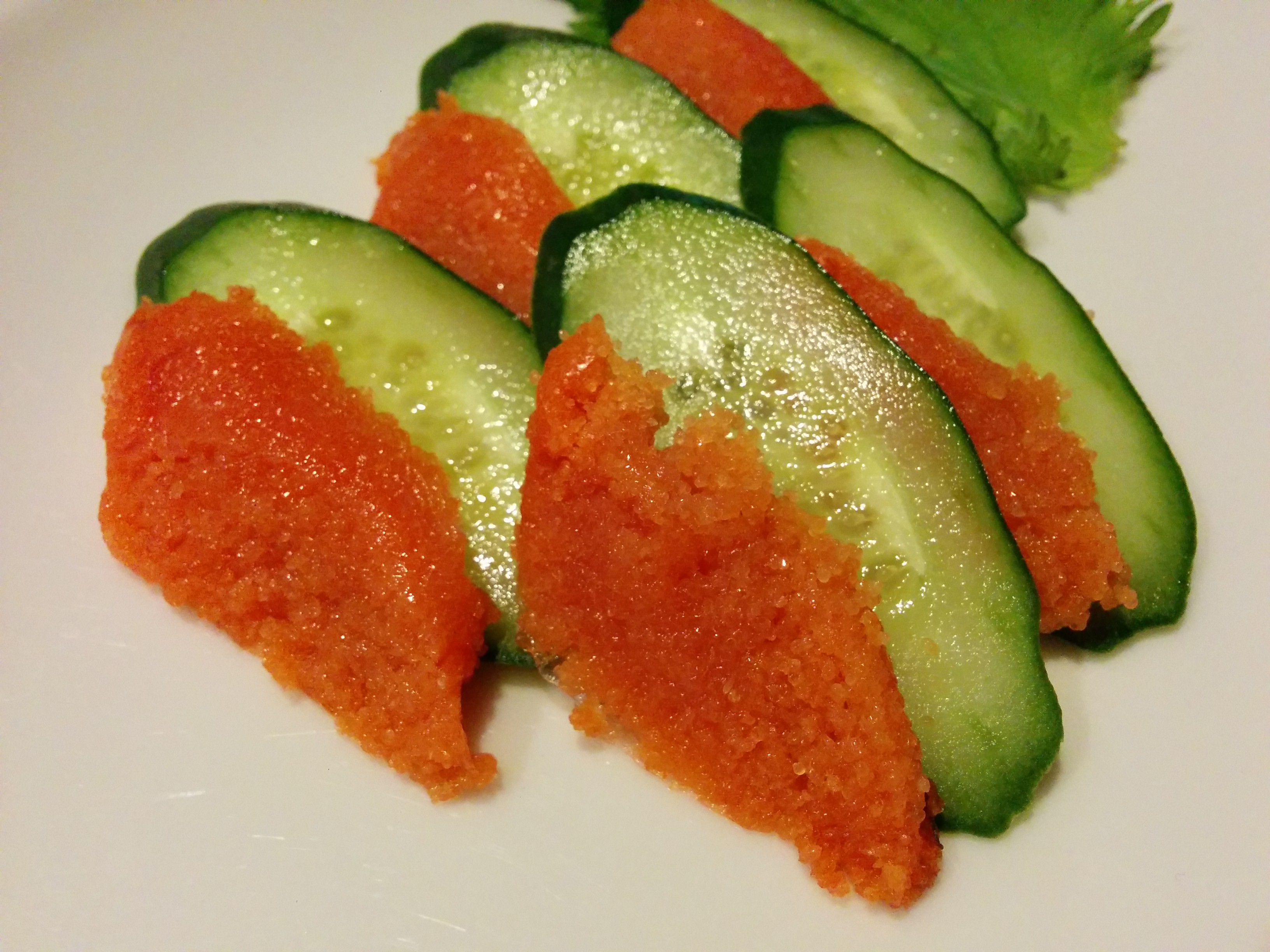
mentaiko cru com pepino
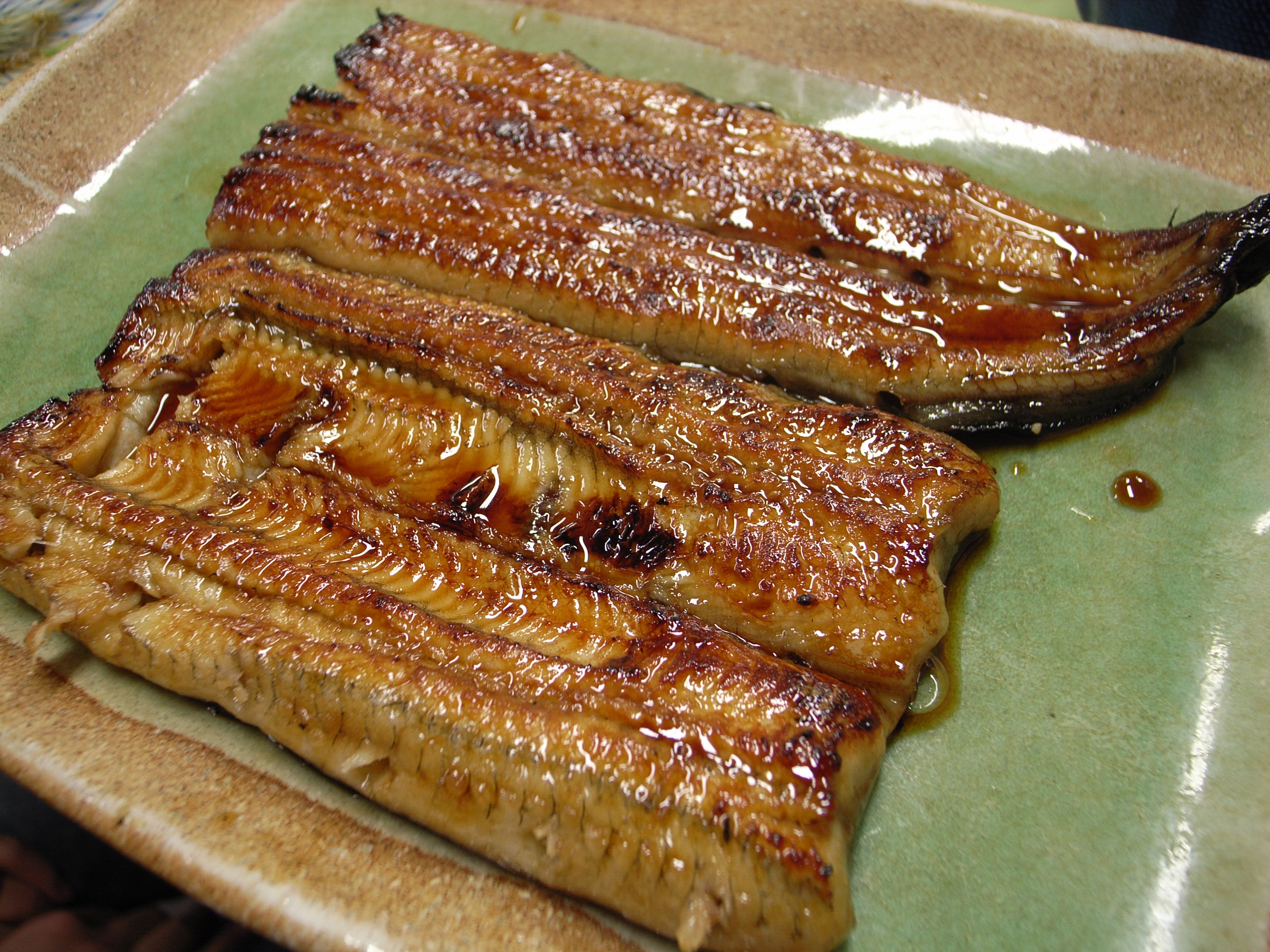
Unagi kabayaki, enguia grelhada
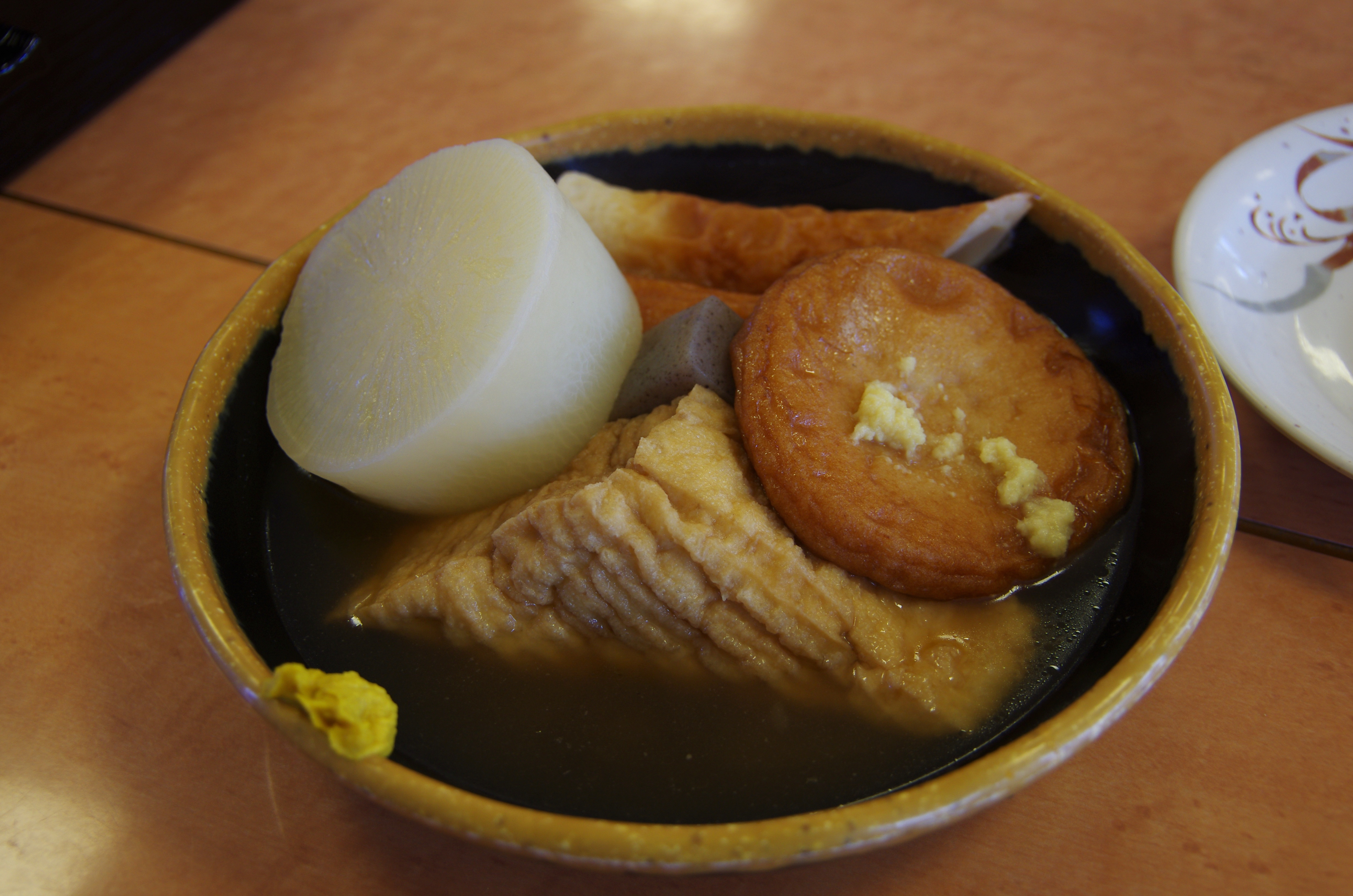
Oden

Vegetables and pickles
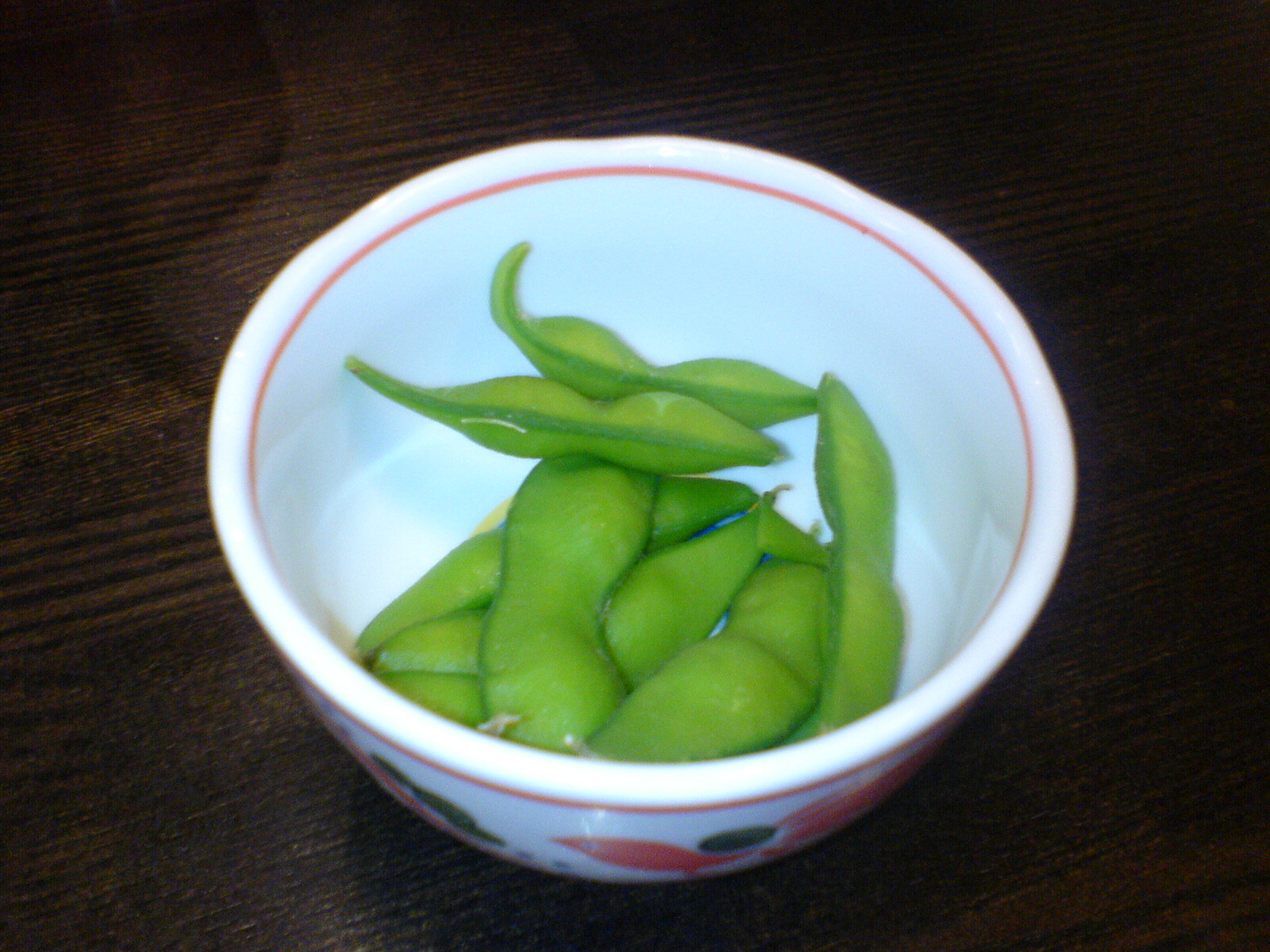
Edamame
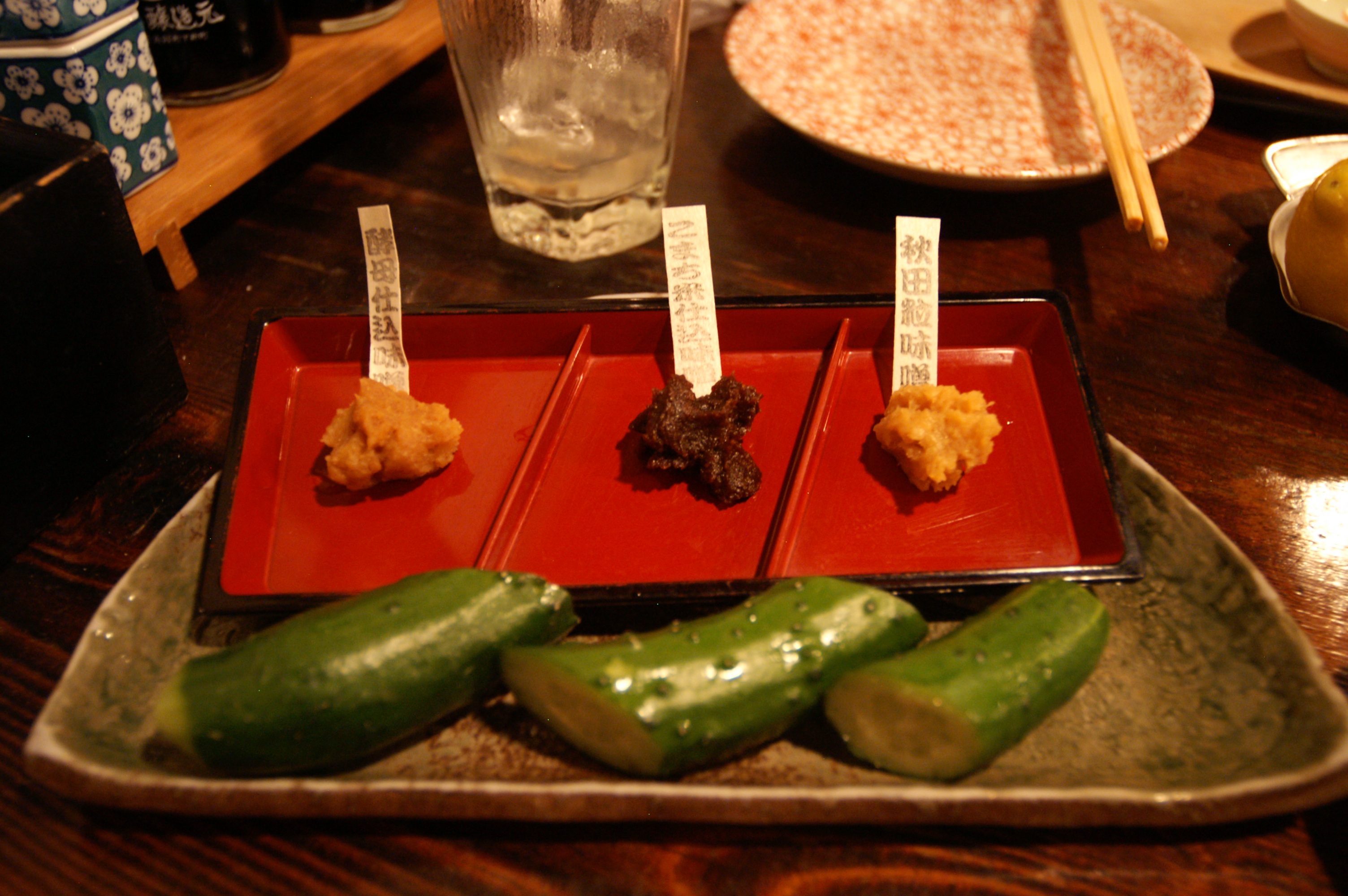
Pepino com hatcho miso
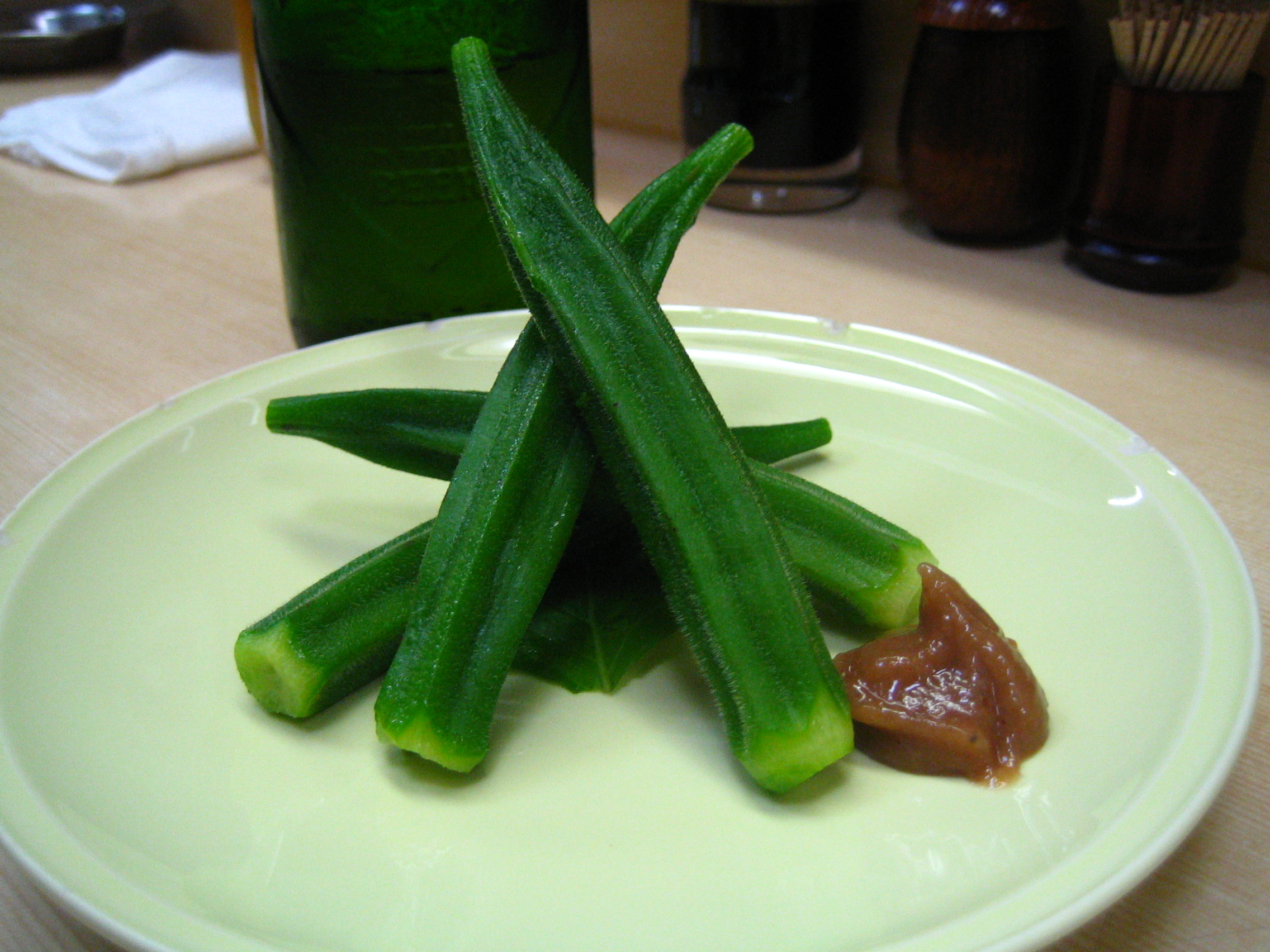
Quiabo cozido com pasta de umeboshi
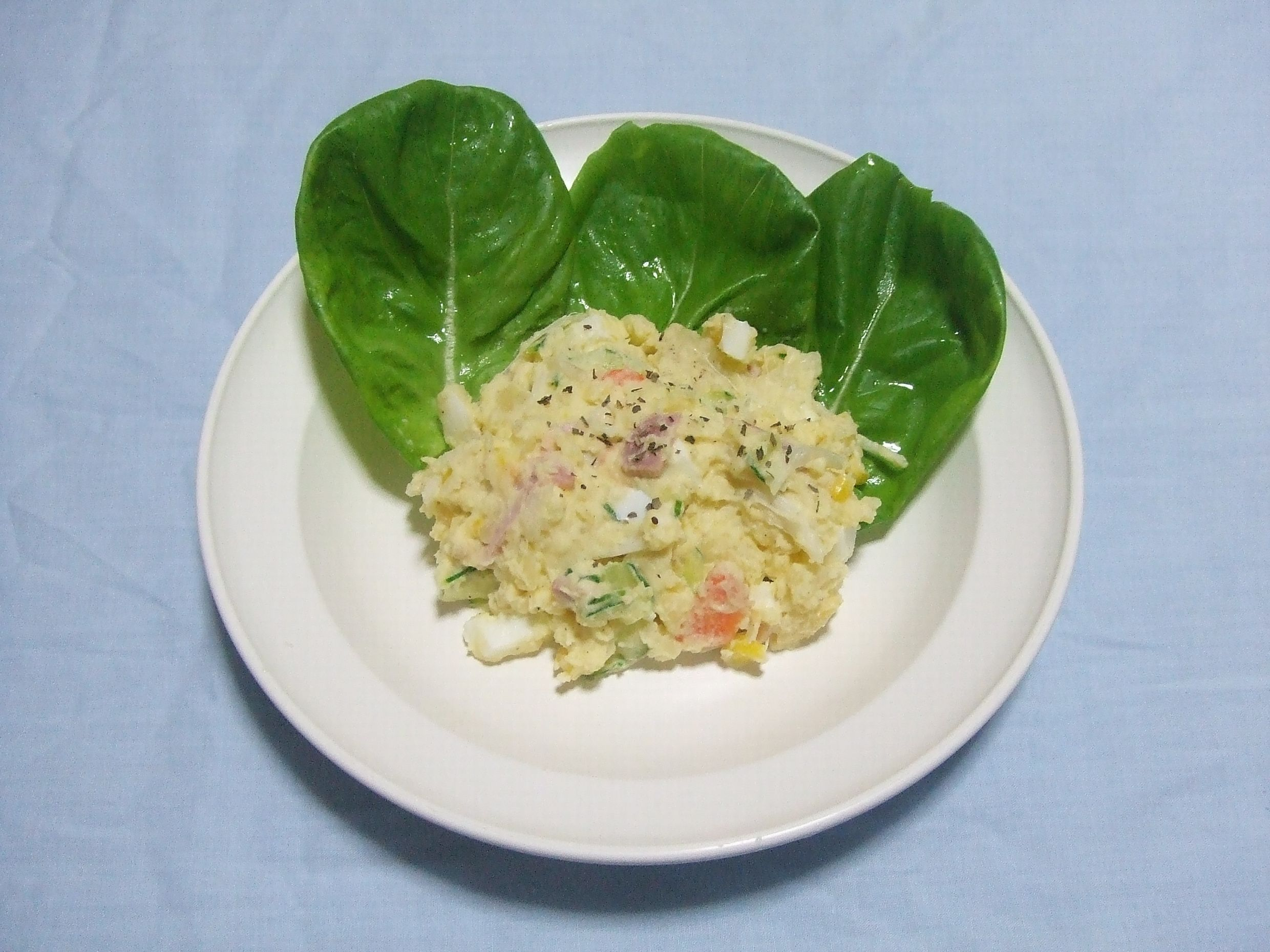
salada de batata japonesa
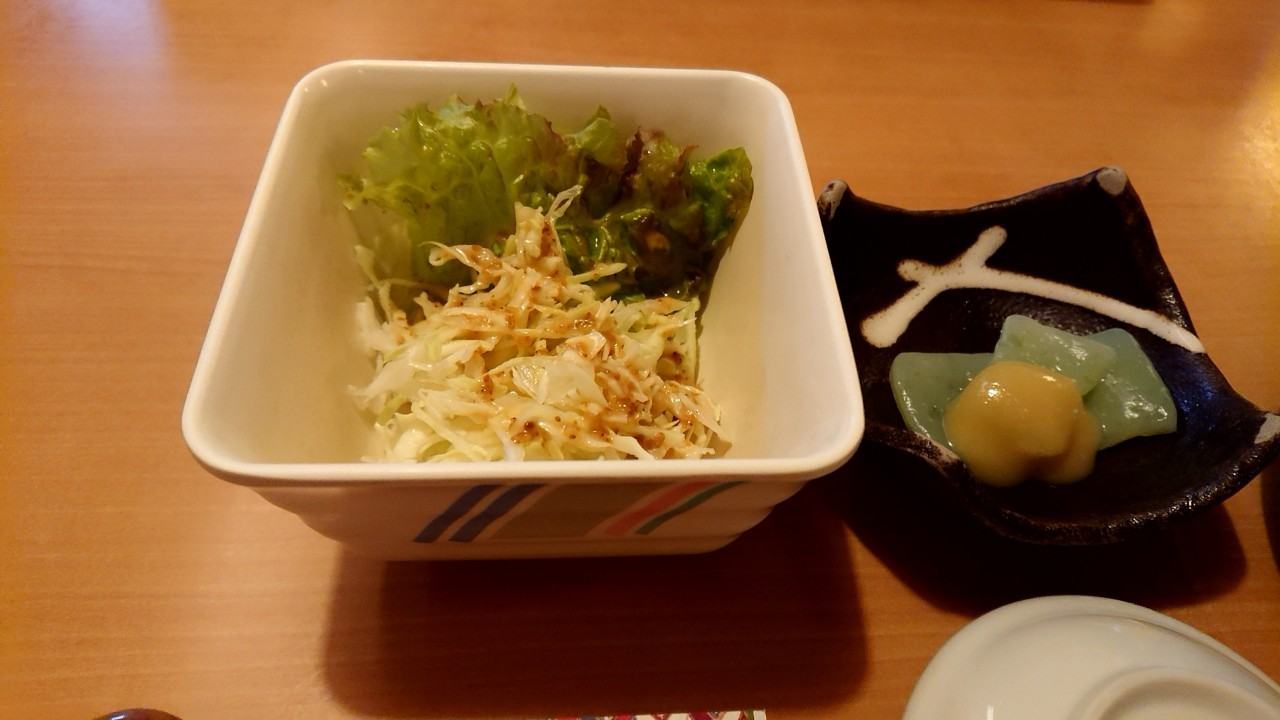
Salada de repolho
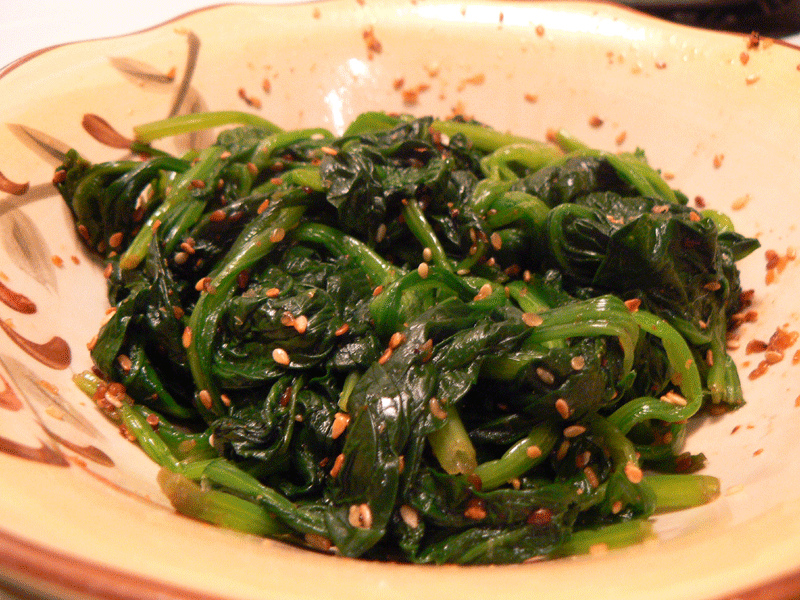
Goma-ae, salada de espinafre com molho de gergelim
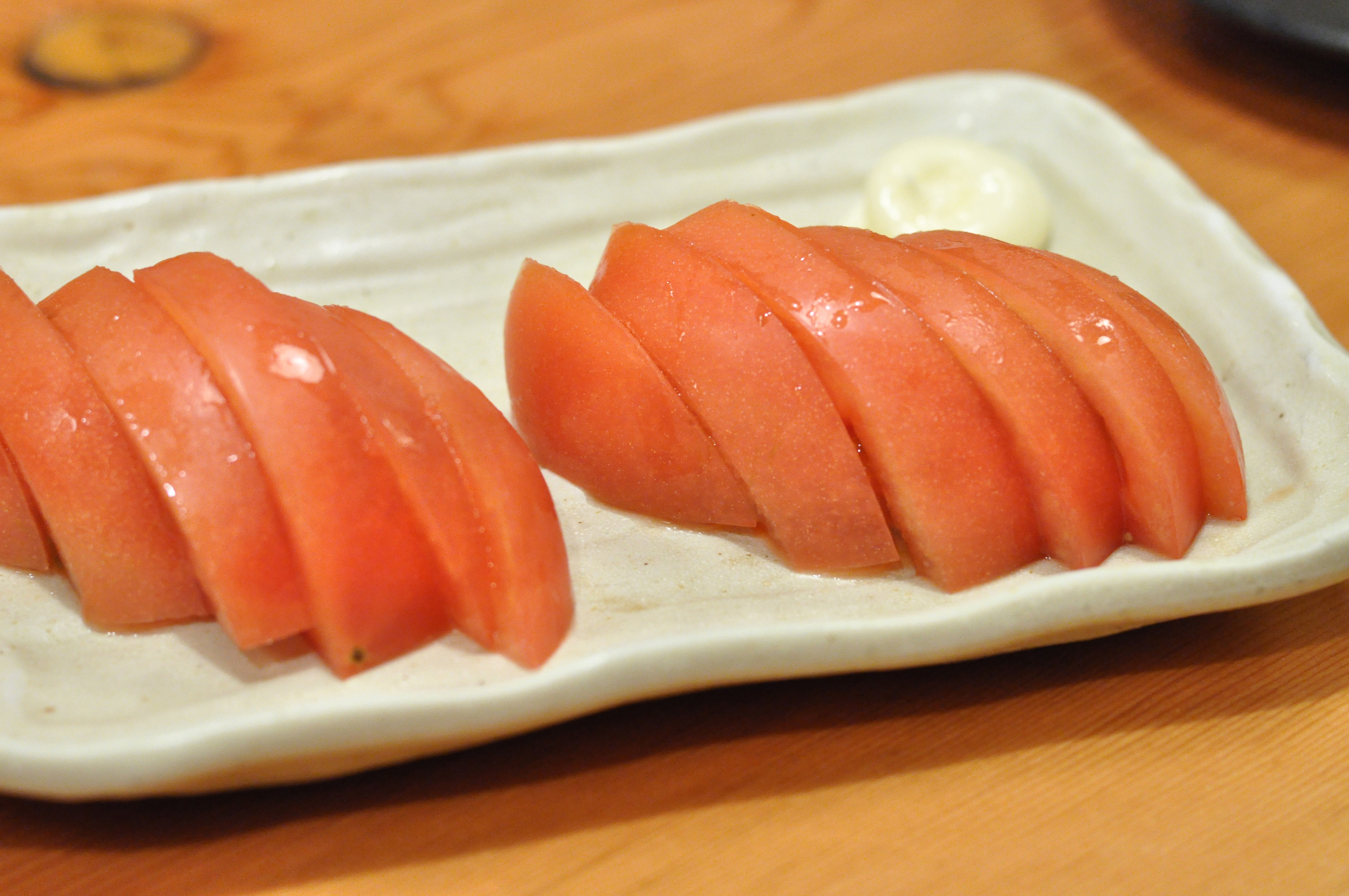
Tomate marinado em dashi
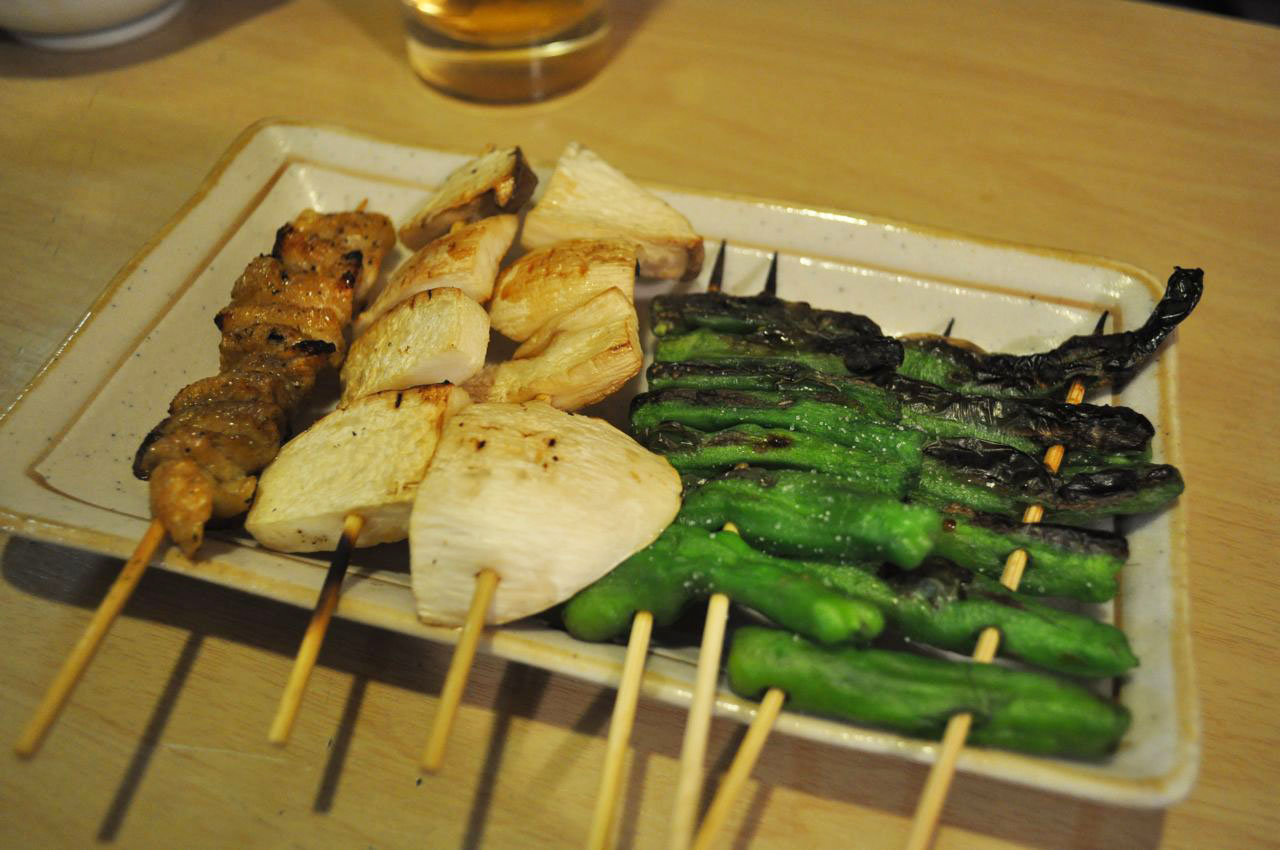
Kawa grelhado (pele de frango), yamaimo, shishito
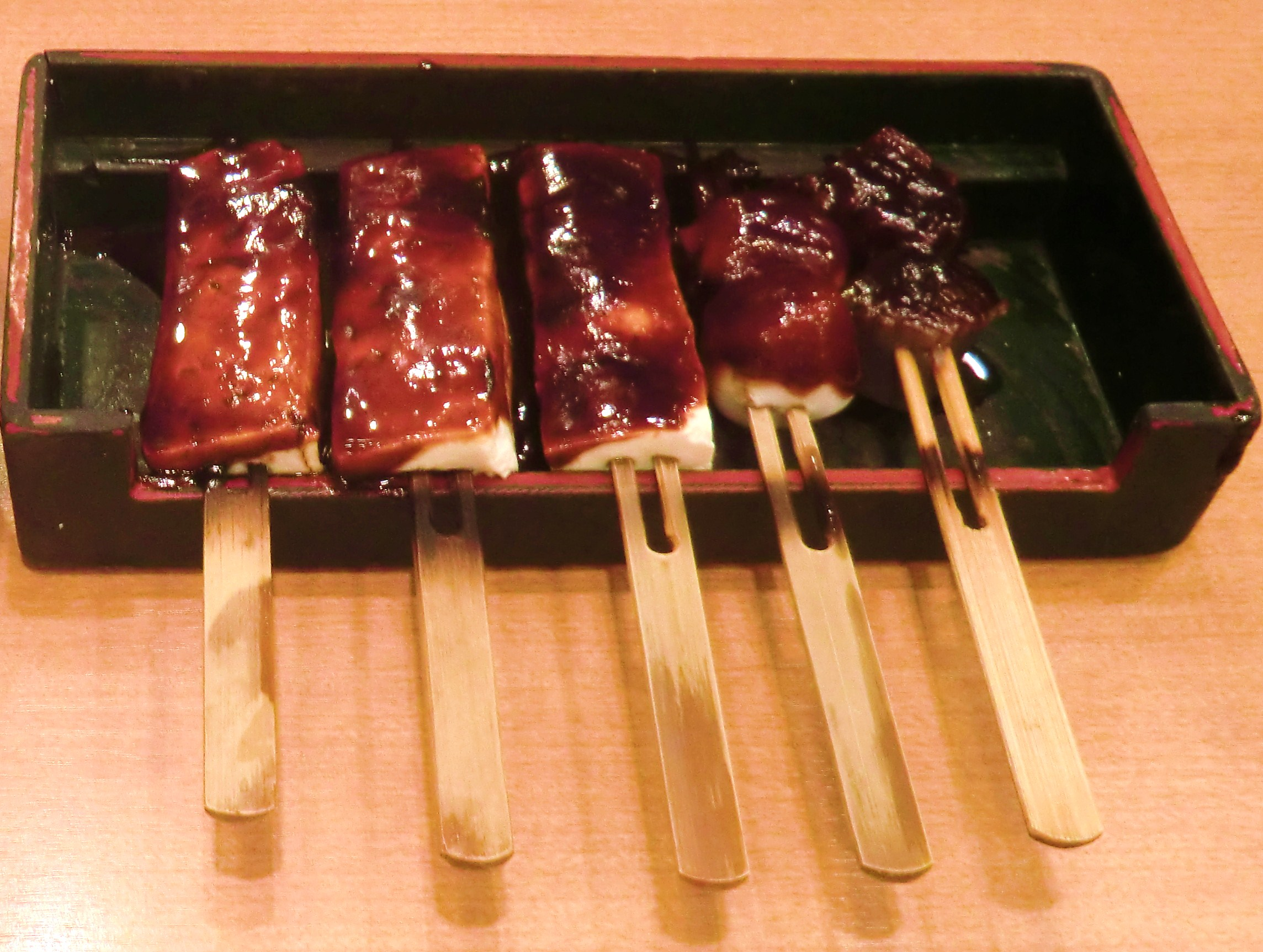
Miso dengaku, berinjela grelhada com missô
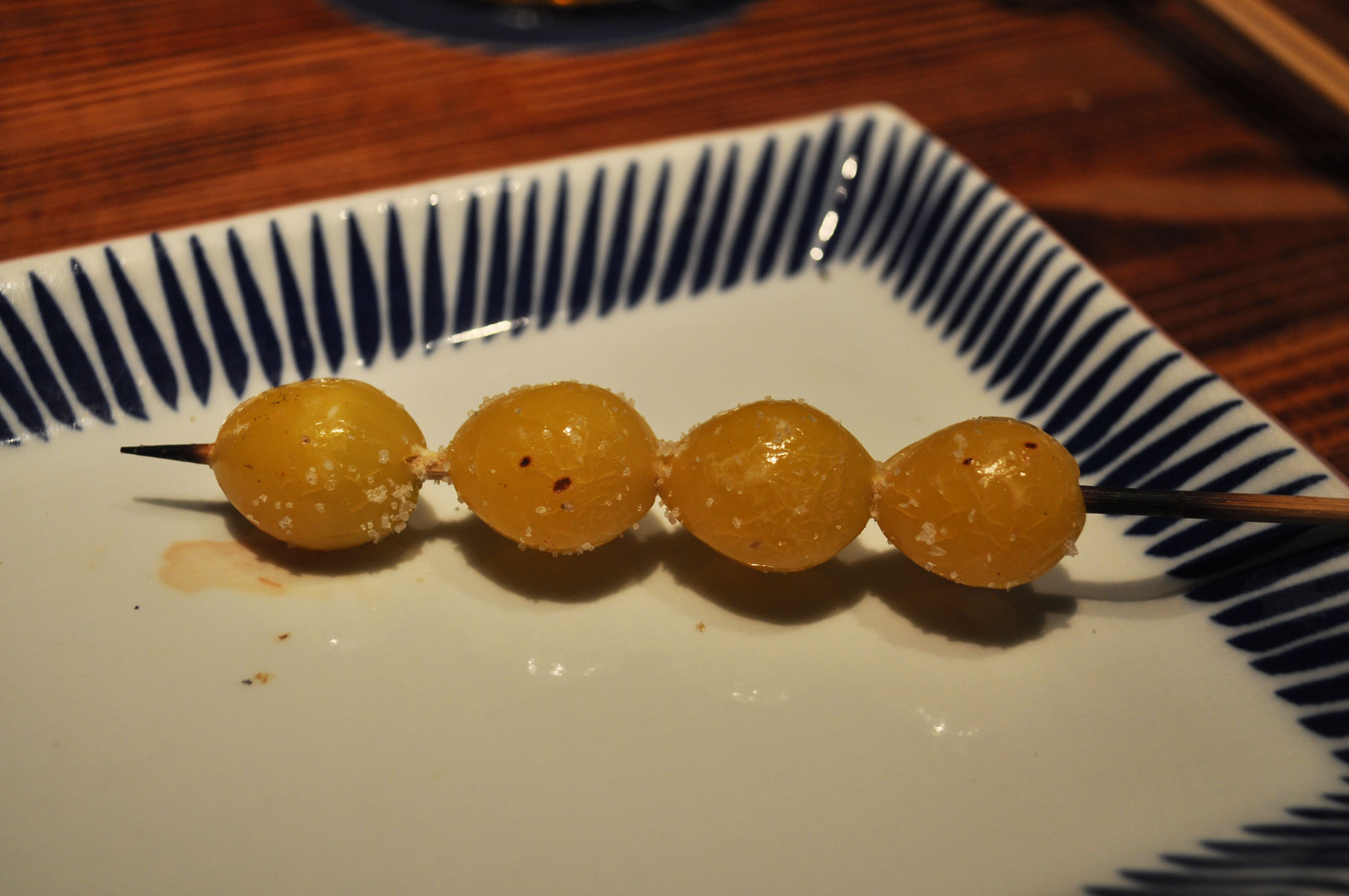
Nozes de ginkgo torradas
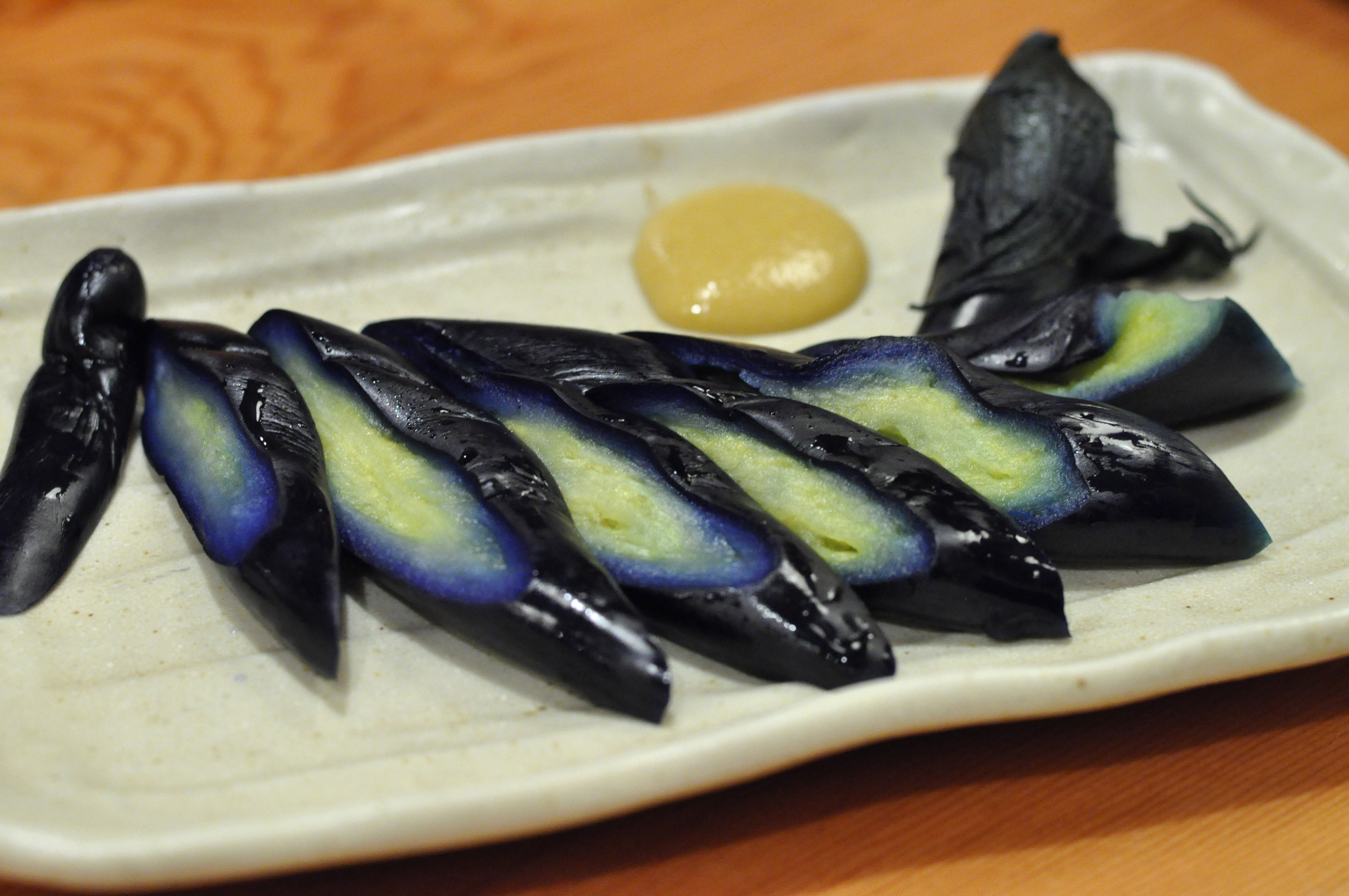
Berinjela Asazuke
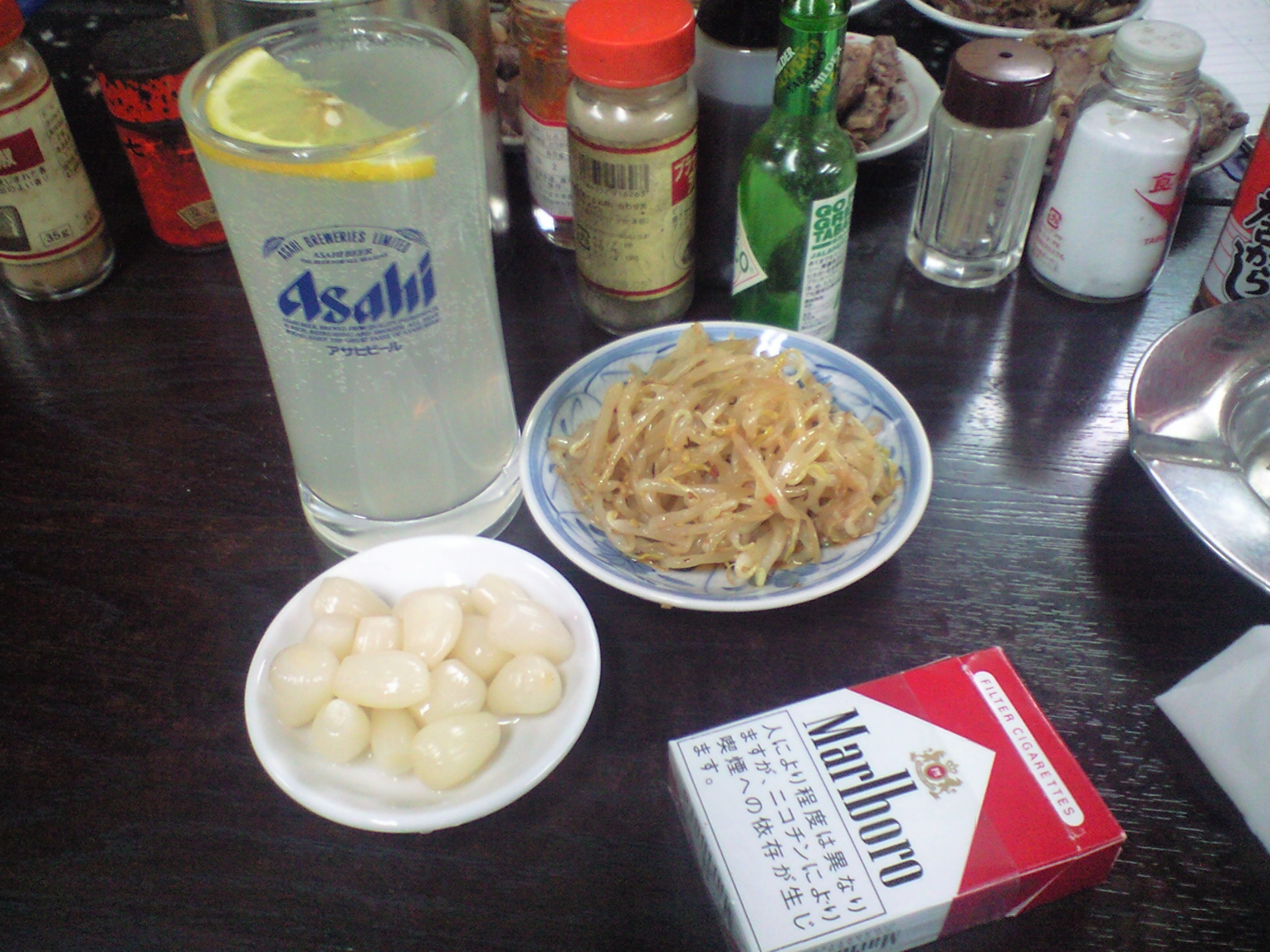
Namul de broto de feijão e rakkyo em conserva
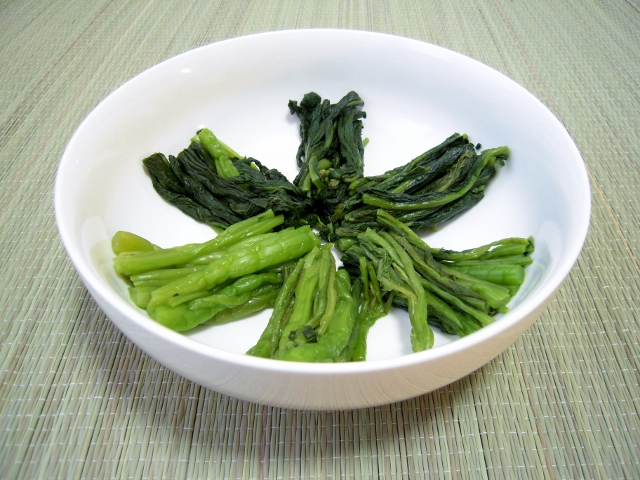
Takanazuke, mostarda em conserva
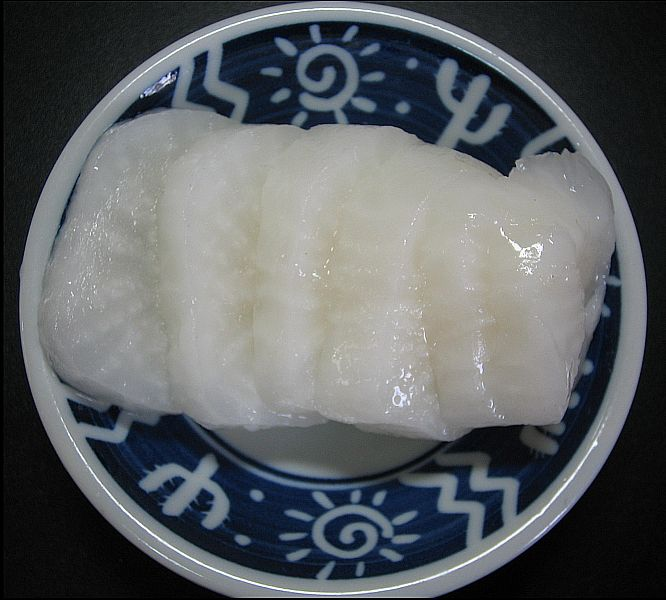
Bettarazuke, daikon em conserva
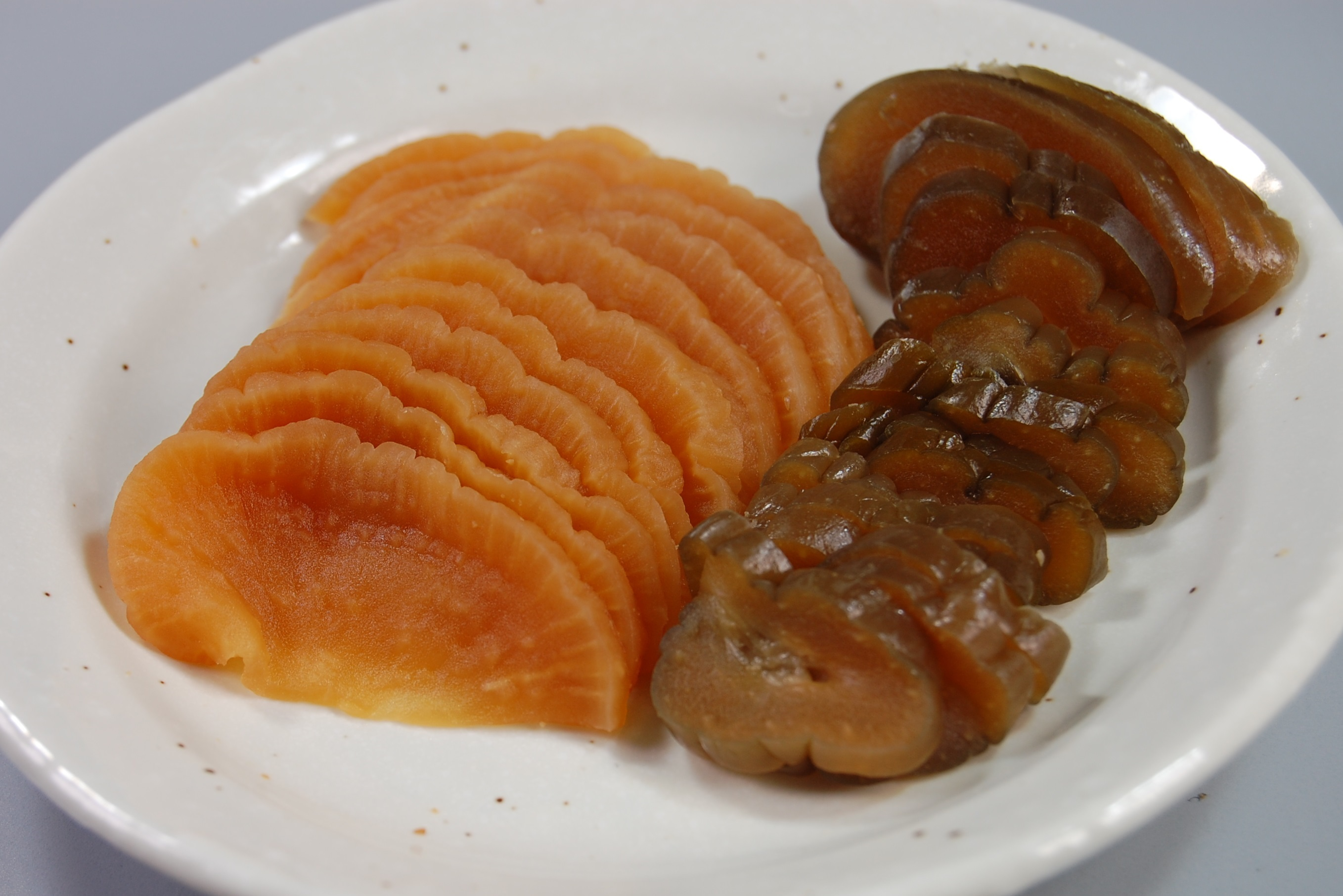
Daikon em conserva de miso e pepino

Meat and poultry
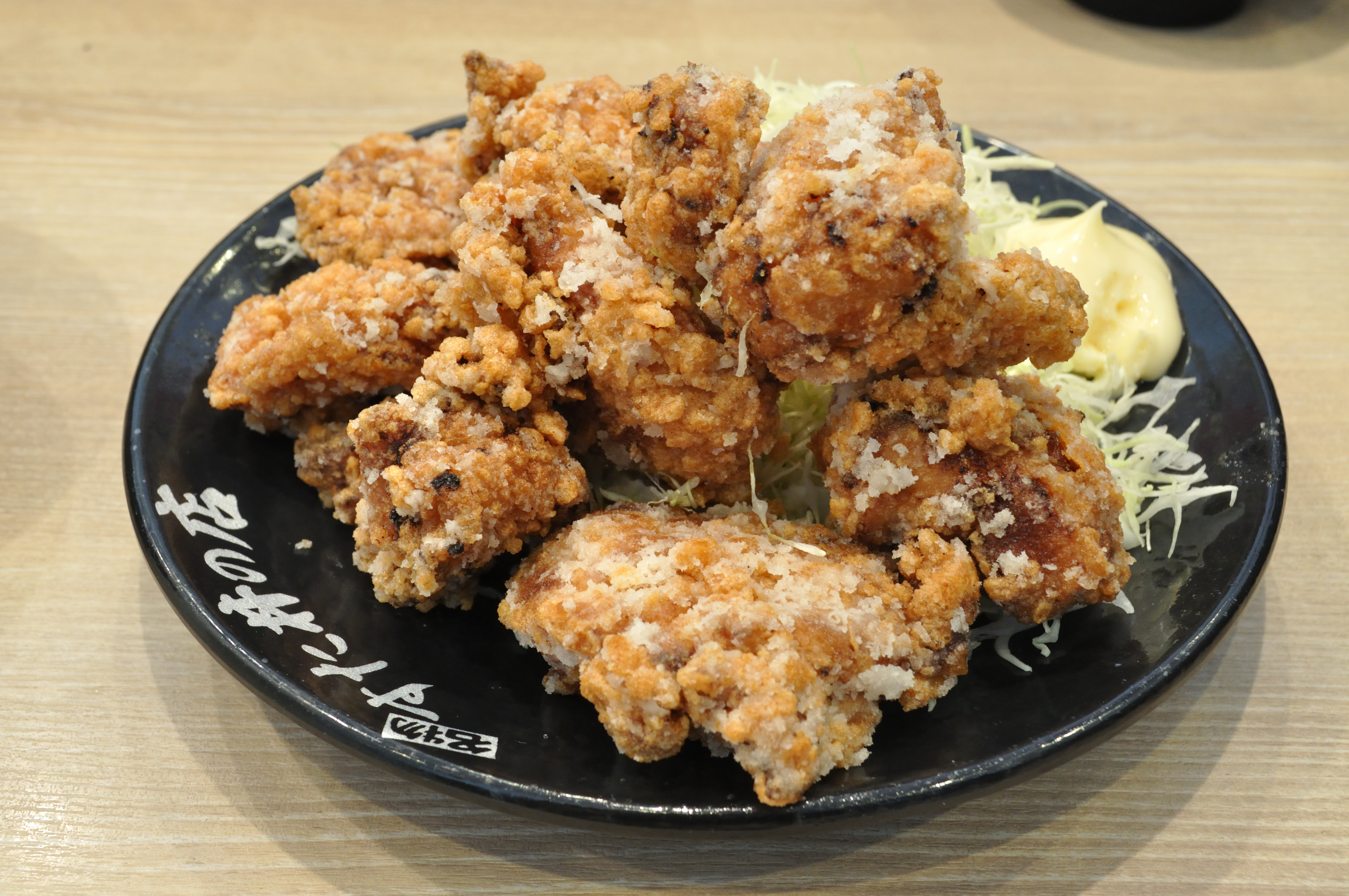
Karaage
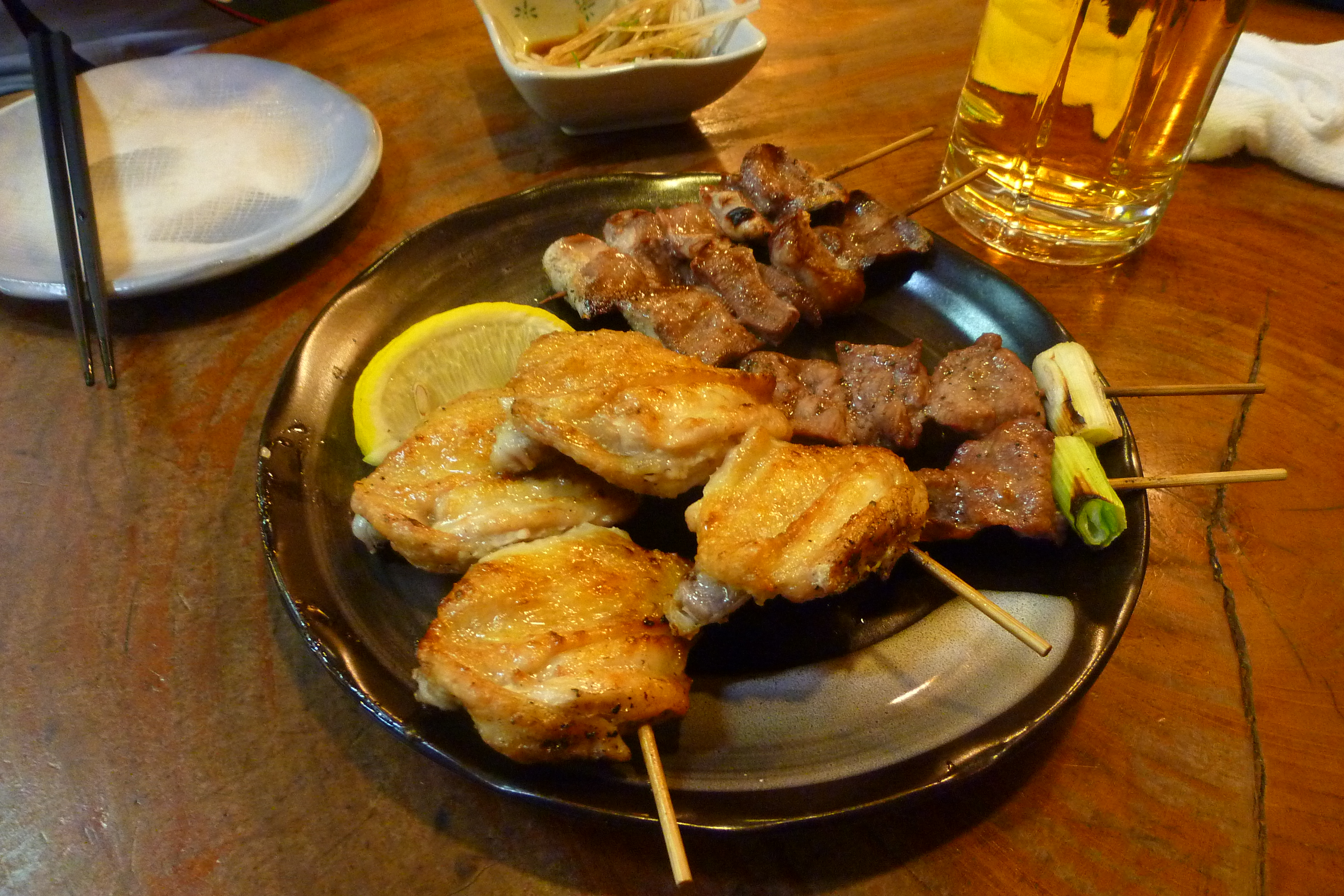
Yakitori variado
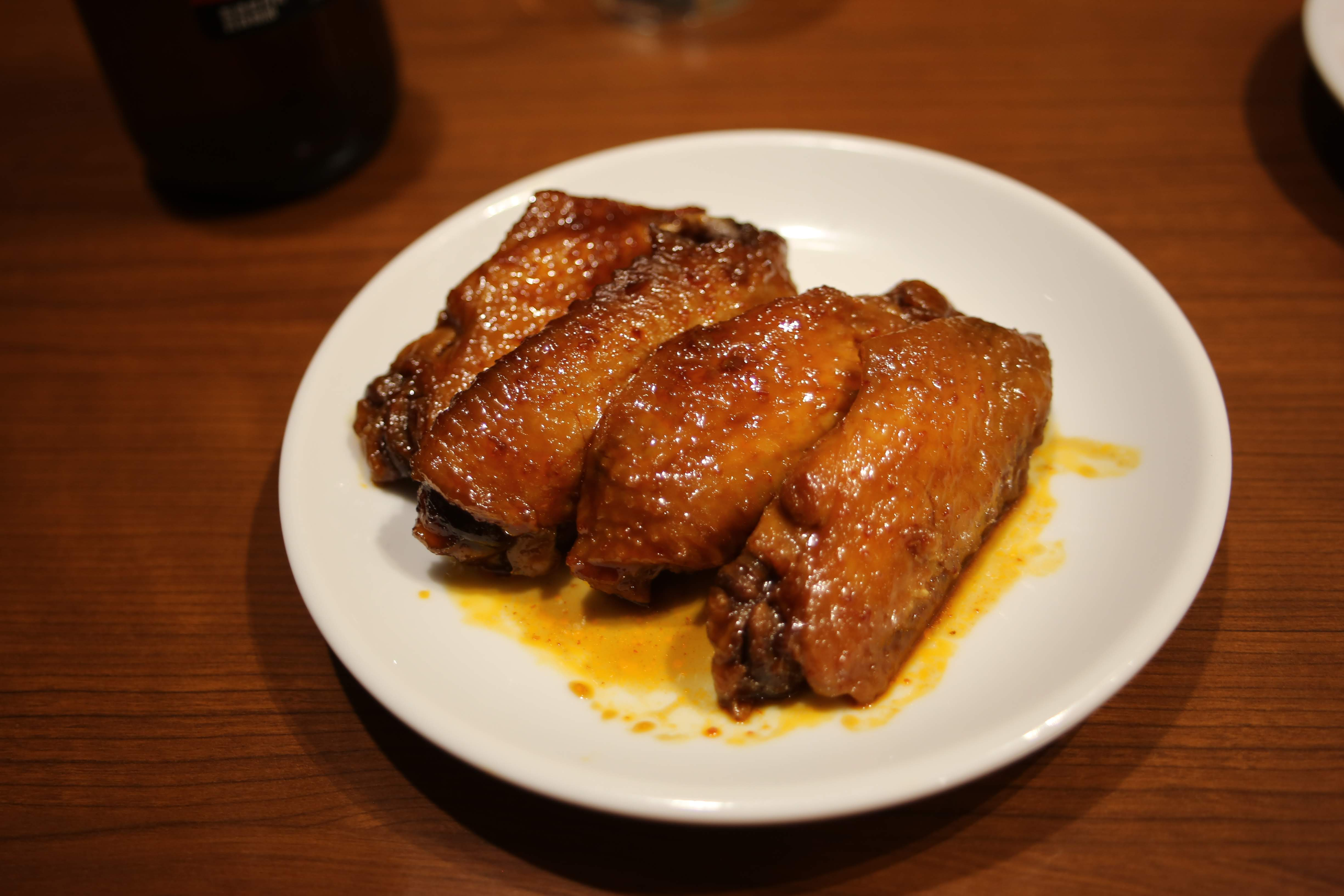
tebasaki
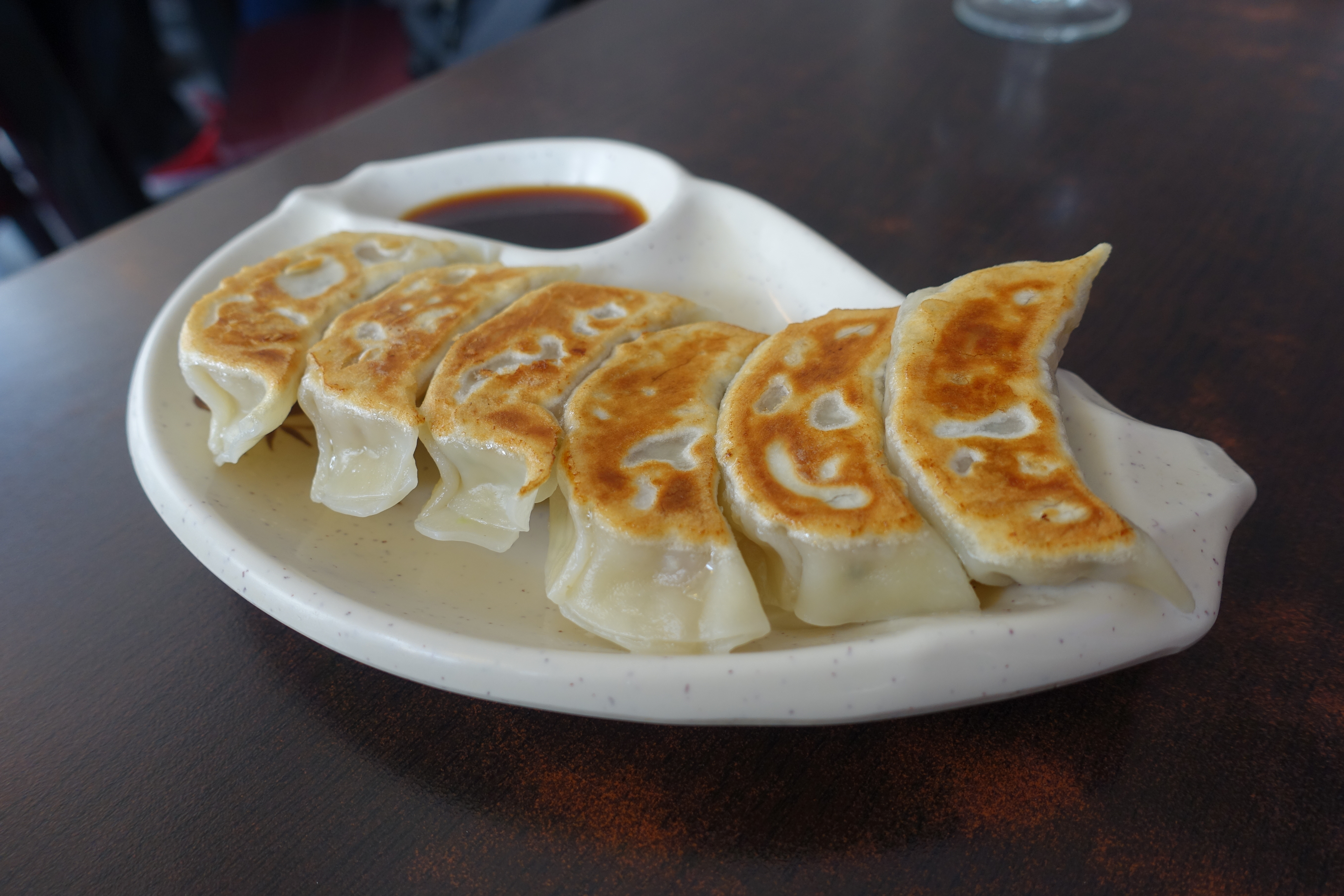
Gyoza geralmente contém carne de porco
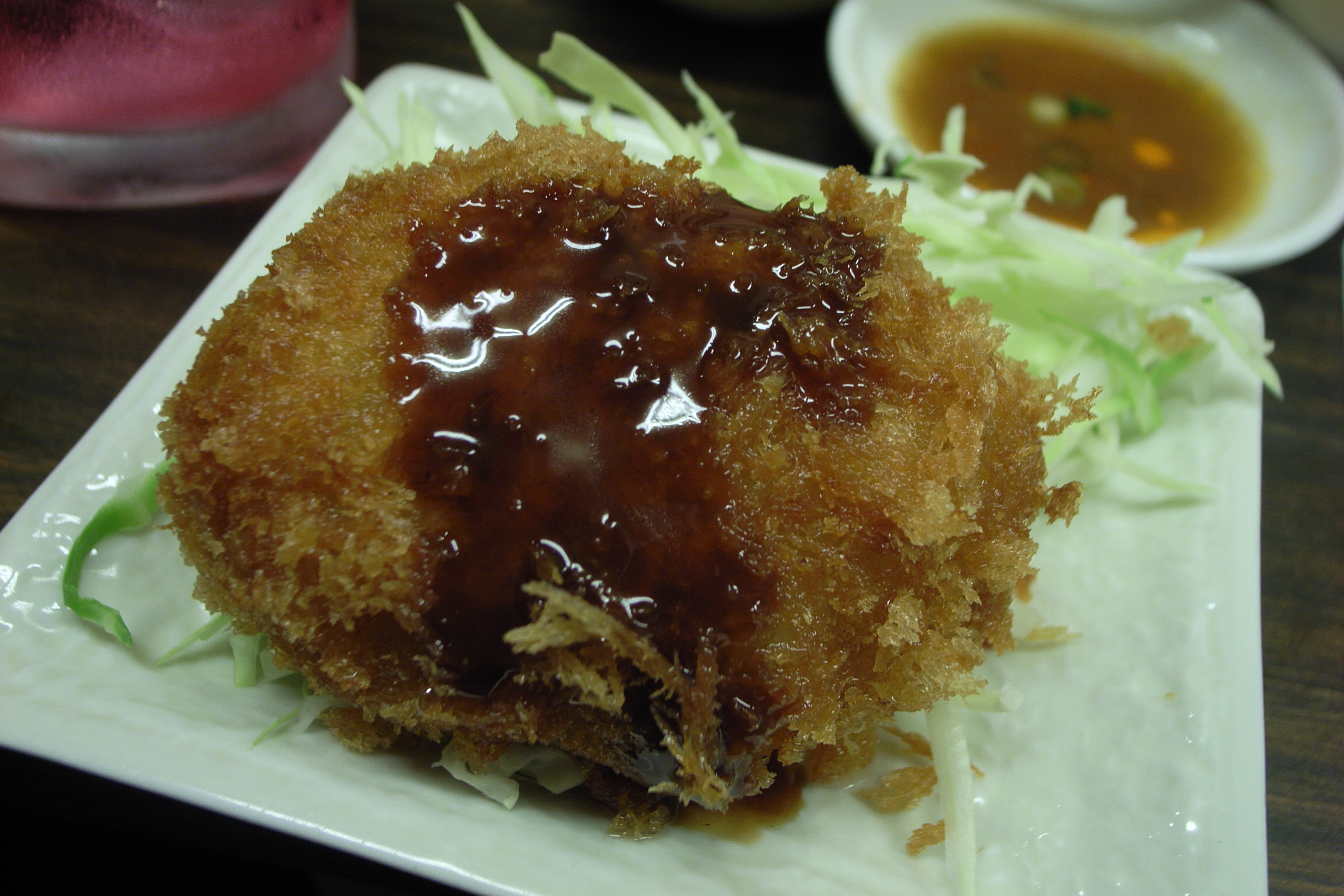
Korokke
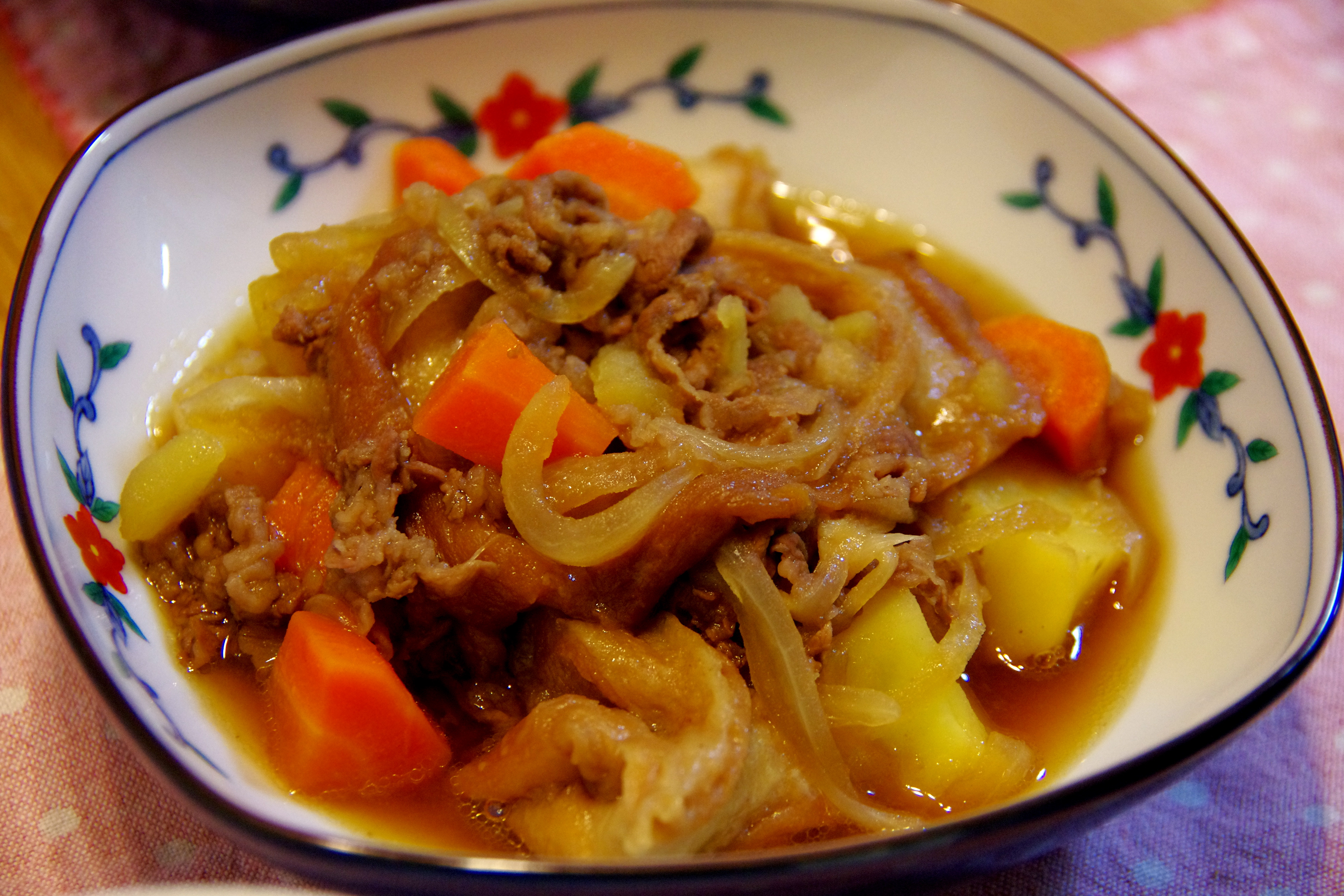
Nikujaga

Tofu and eggs
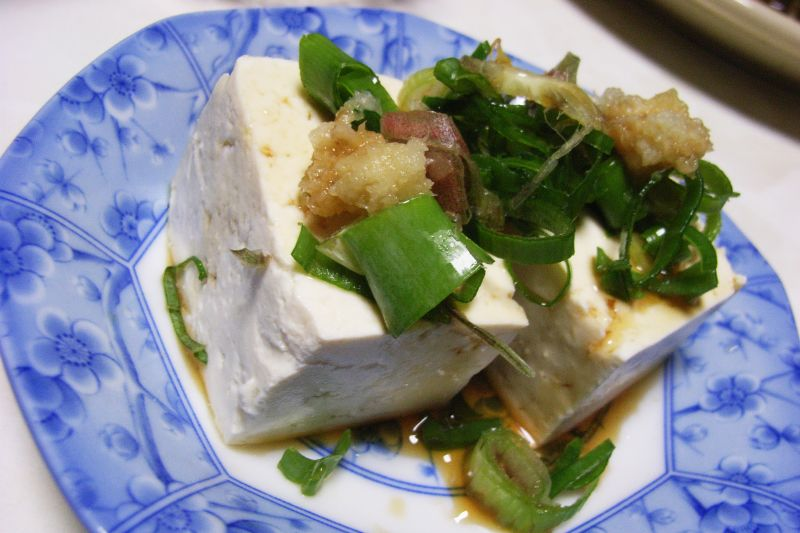
Hiyayakko
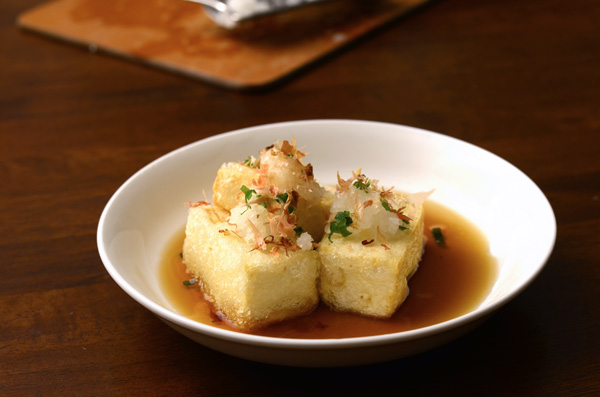
Tofu envelhecido, tofu frito em caldo dashi
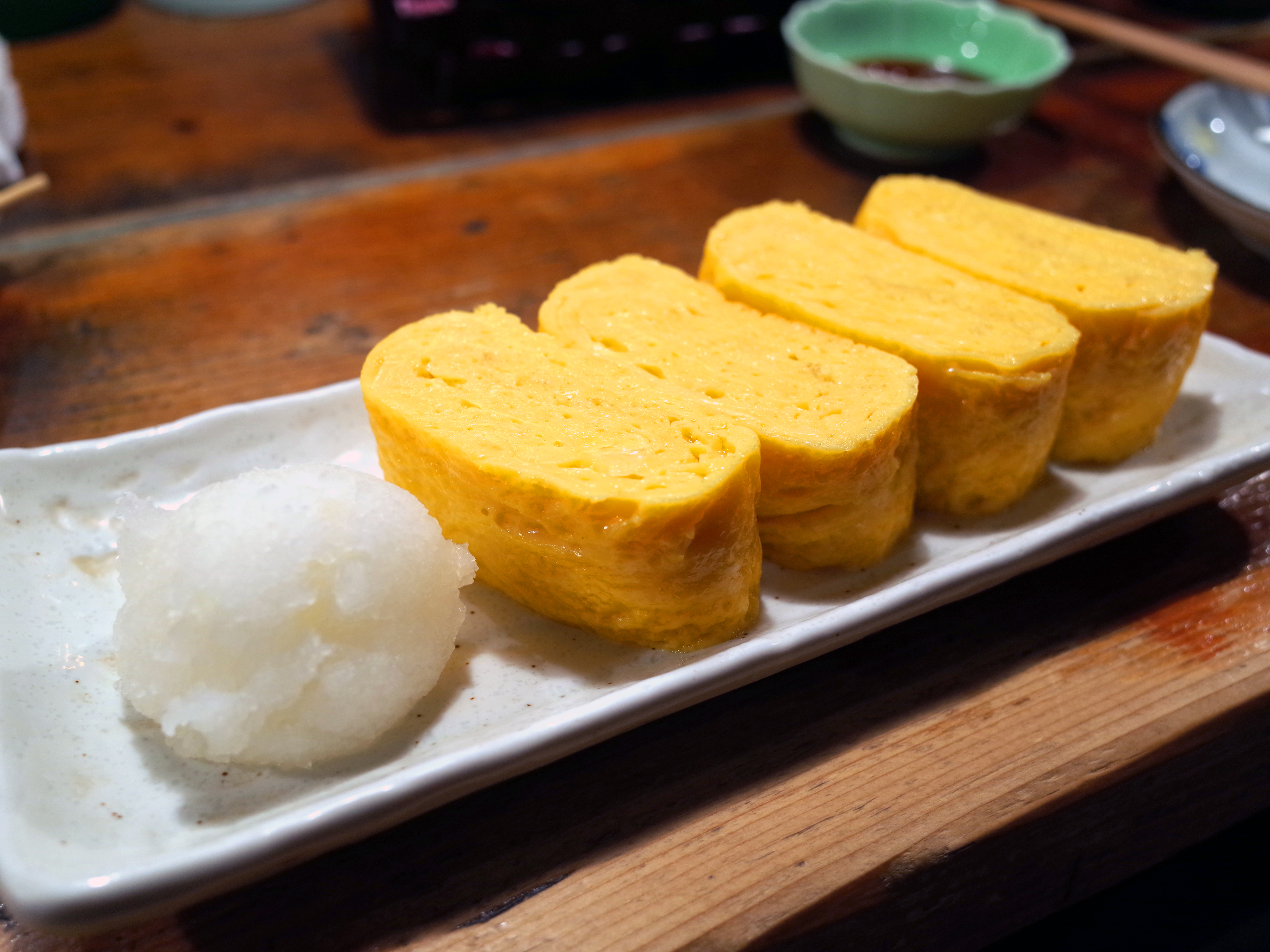
Tamagoyaki

Shime (rice and noodles)
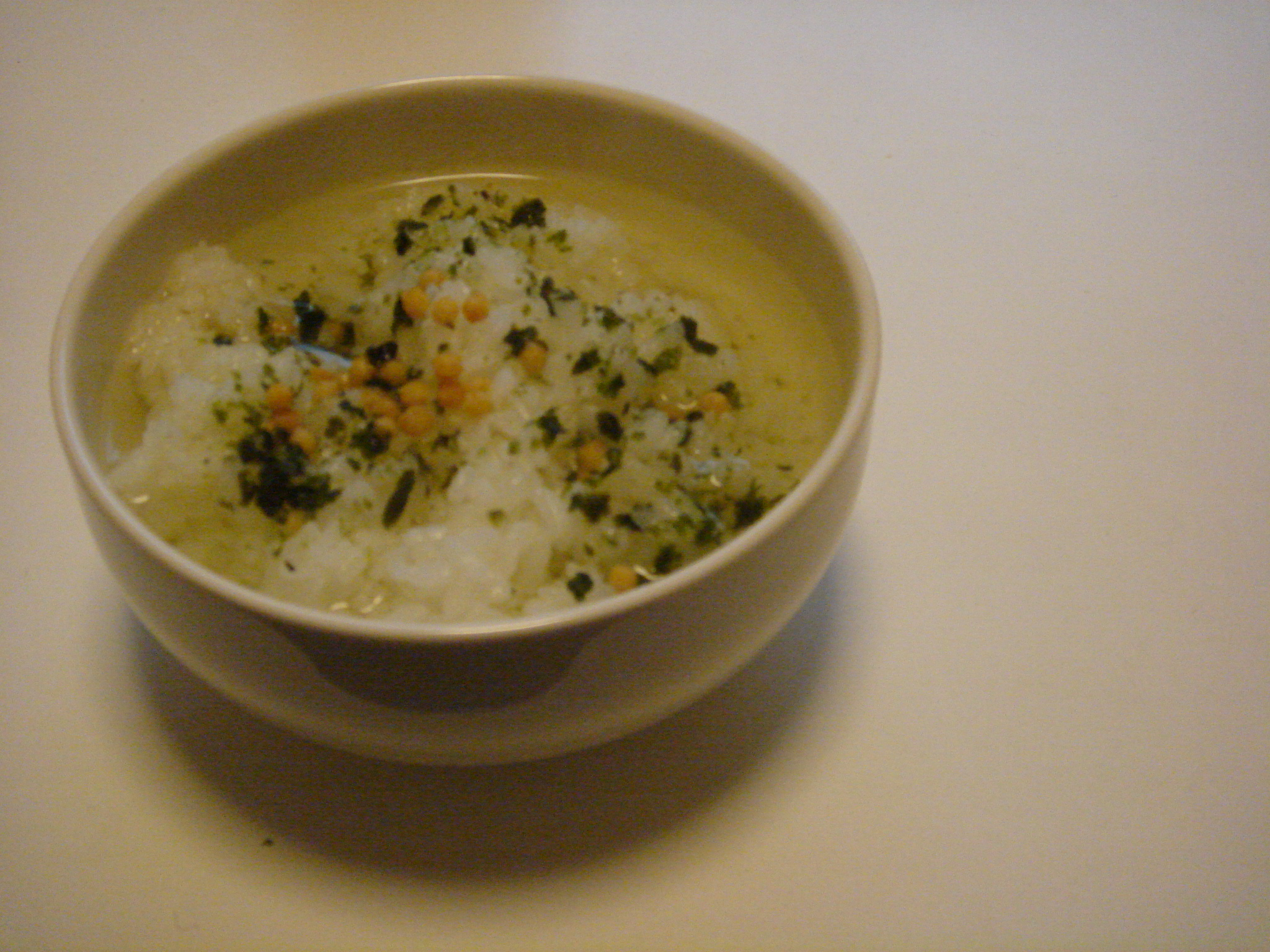
Ochazuke, chá verde sobre arroz
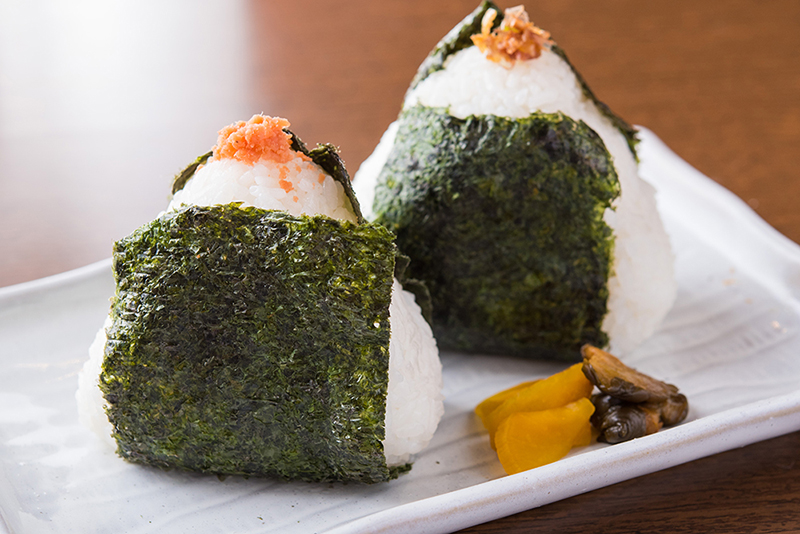
onigiri
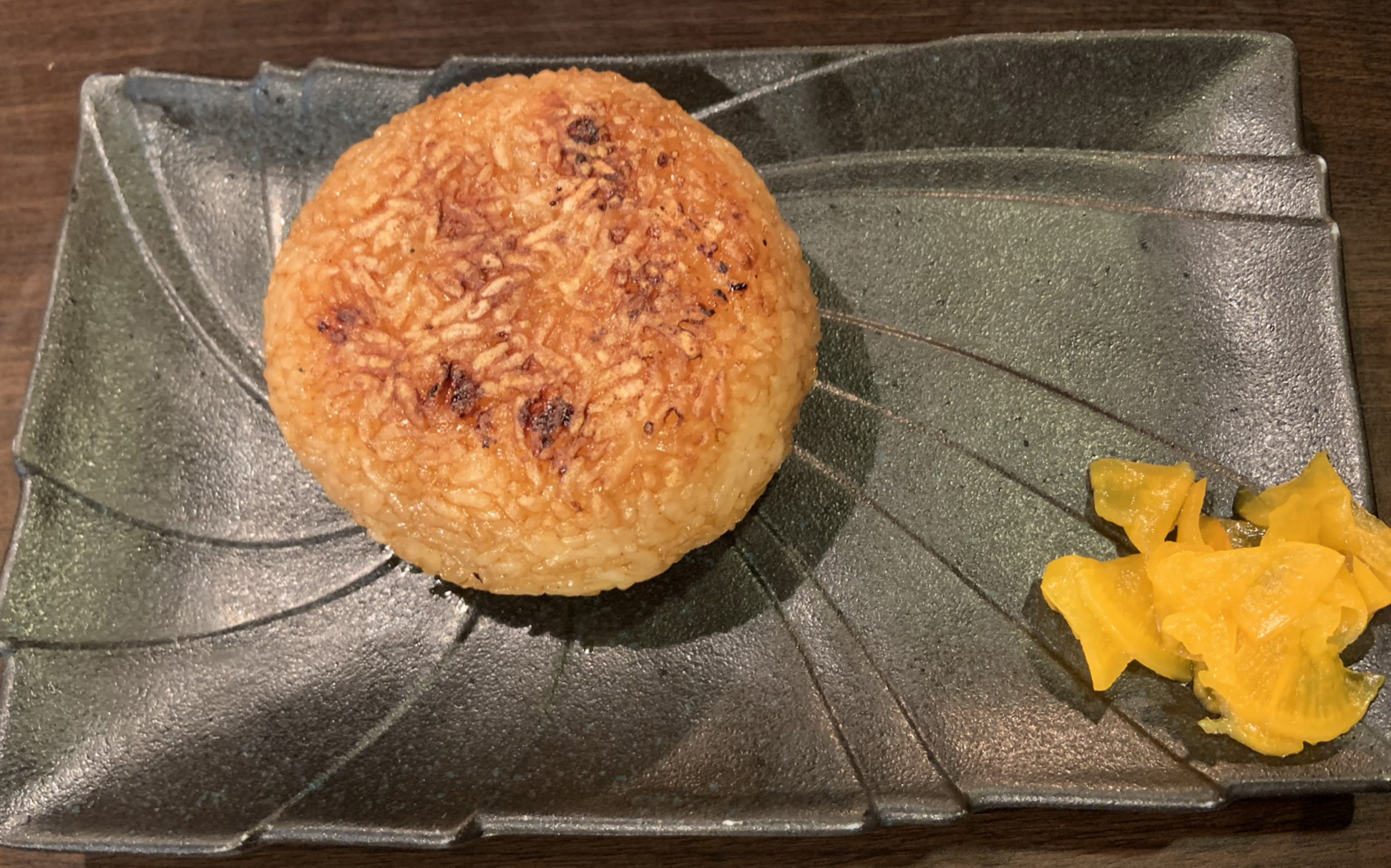
Yaki-onigiri
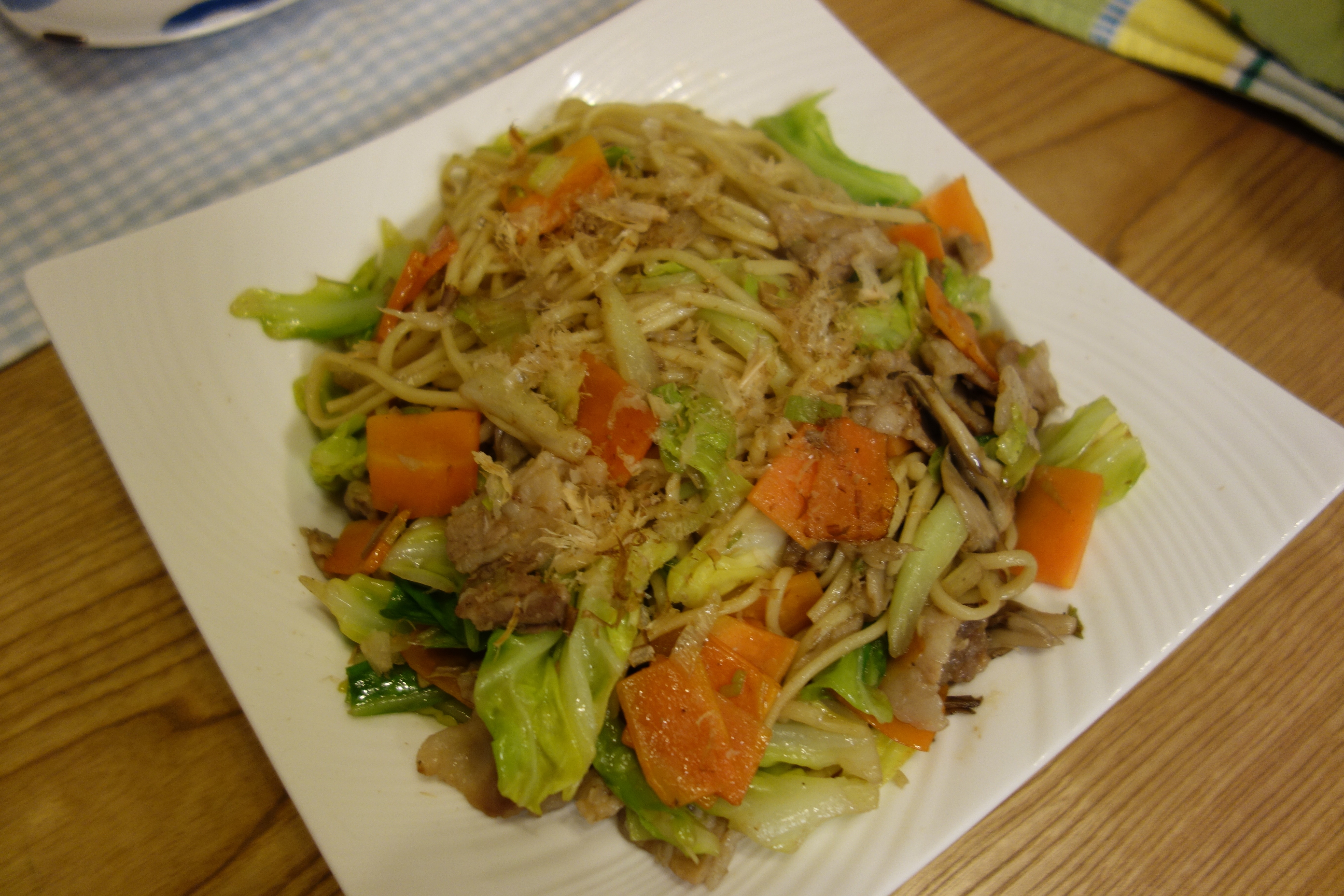
yakisoba

Commercially packaged otsumami
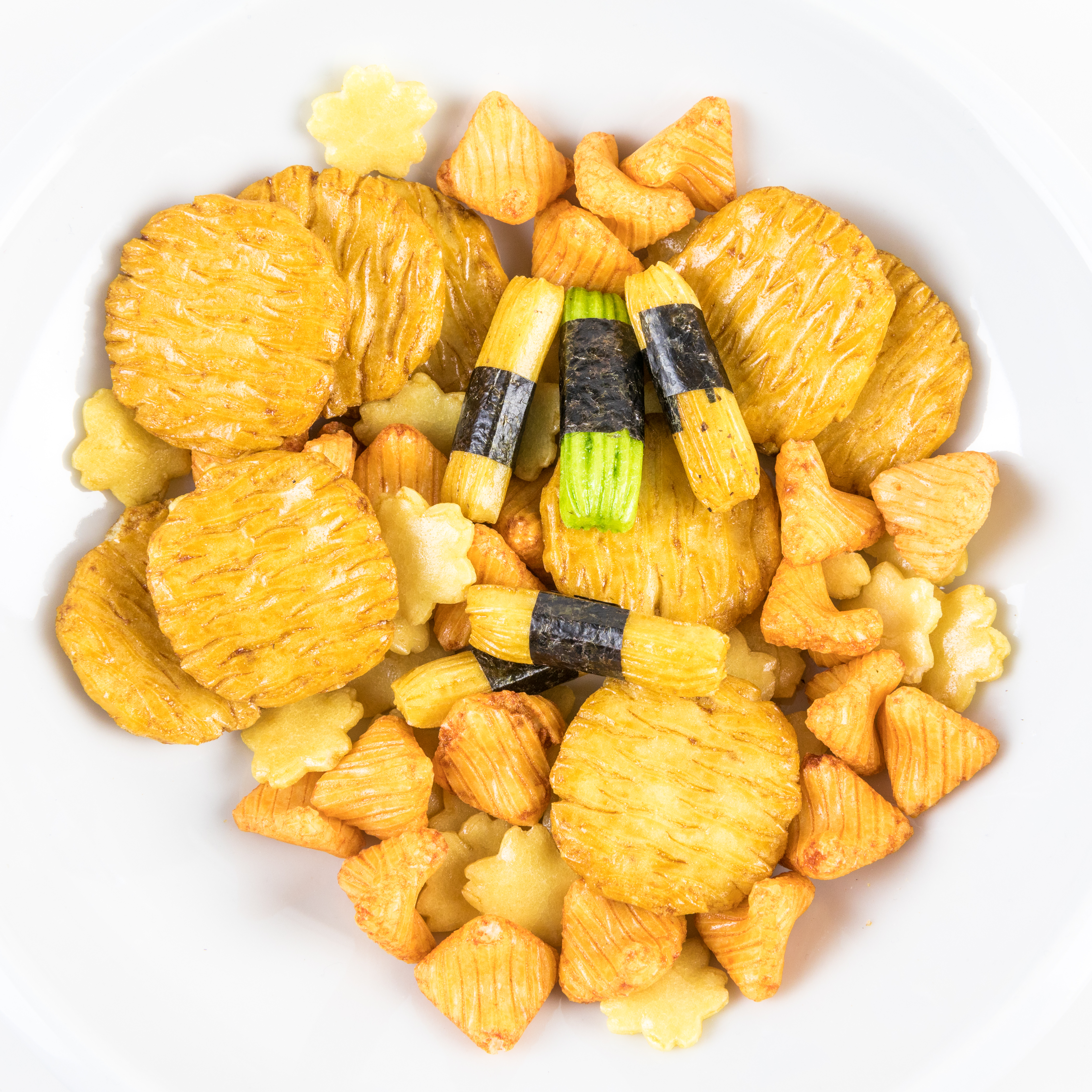
biscoitos de arroz Arare
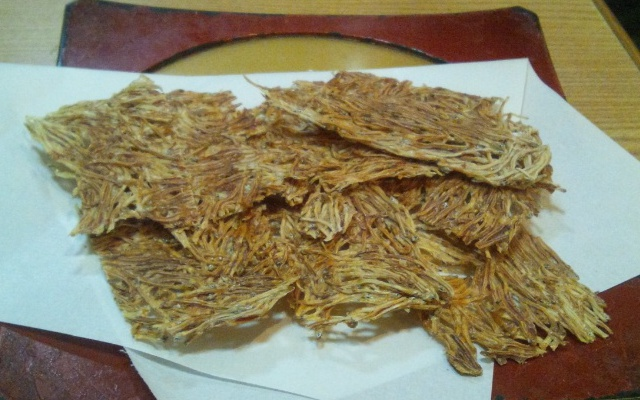
tatame iwashi
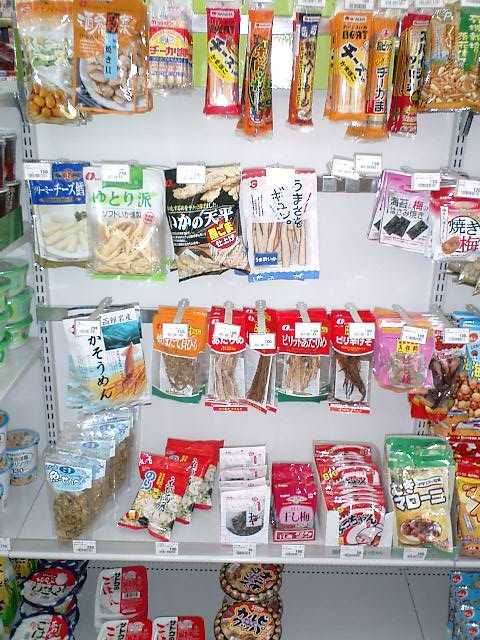
Vários otsumami vendidos em um supermercado
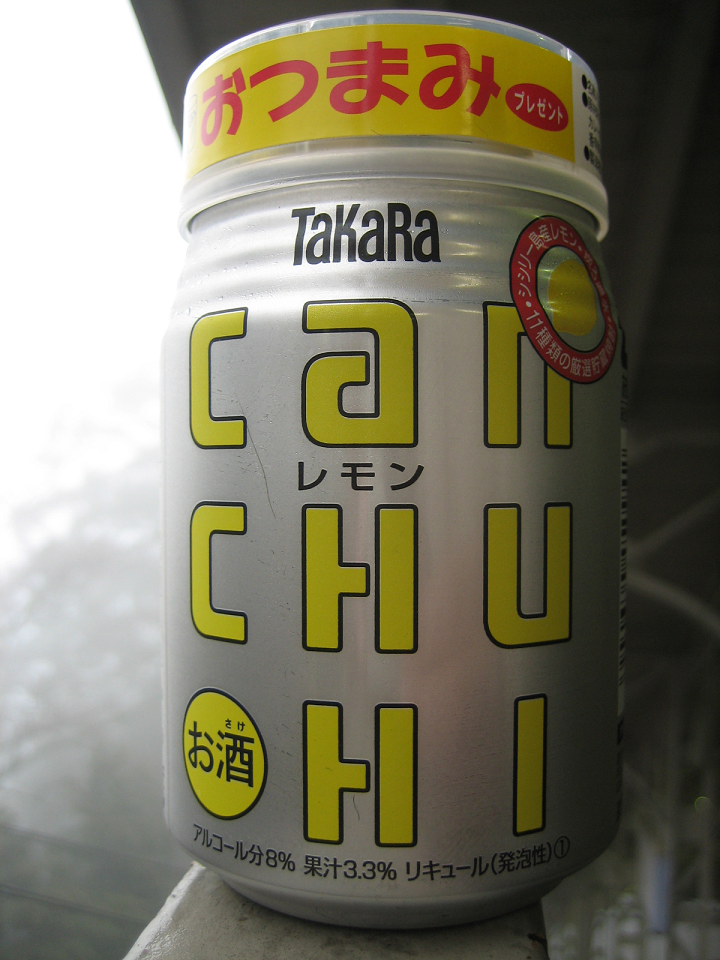
Chu-hi pode ser vendido com otsumami preso na parte superior

## Na mídia
Sakana é uma parte cotidiana da cultura de bebida do Japão. Programas de variedades, revistas e jornais japoneses frequentemente apresentam receitas de sakana caseira.
Existem inúmeros mangás e animes de comida que se concentram em retratar sakana, alguns exemplos notáveis são:
- Shin'ya Shokud é um alimento de longa duração manga sobre o sakana o proprietário de um restaurante que só está aberto da meia-noite ao amanhecer faz para seus clientes excêntricos. Foi transformado em um drama de ação ao vivo. Ao contrário de um izakaya padrão, o proprietário preparará qualquer alimento que um cliente solicitar se tiver os ingredientes.
- Takunomi é um mangá e anime de 4-koma focado em beber em casa. Cada episódio apresenta uma bebida diferente, mas devido à cultura de bebida japonesa, vários sakana e otsumami são mostrados sendo combinados com cada bebida, já que o álcool raramente é bebido sem uma combinação de comida.
- Wakakozake é um mangá e anime focado no prazer que o personagem principal obtém ao combinar o sakana perfeito com uma bebida.